# IndyCar Series 2021
Die NTT IndyCar Series 2021 war die 26. Saison der amerikanischen IndyCar Series und die 100. Meisterschaftssaison im amerikanischen Monoposto-Sport. Die 16 Rennen umfassende Saison begann am 18. April in Birmingham. Sie endete am 26. September in Long Beach. Alex Palou gewann in seiner zweiten Saison die Fahrermeisterschaft. In den ersten sieben Rennen gewannen sieben verschiedene Fahrer, darunter vier zum ersten Mal. Neben Palou lagen auch noch Patricio O’Ward und Scott Dixon im Laufe der Saison an der Spitze der Fahrerwertung. Die drei zu Saisonbeginn gemeldeten Debütanten Scott McLaughlin, Romain Grosjean und Jimmie Johnson konnten alle bereits Erfolge in anderen Serien vorweisen. Als Rookie of the Year wurde am Ende Scott McLaughlin ausgezeichnet. Honda sicherte sich die Herstellerwertung.

## Teams und Fahrer
Neun Teams mit 24 Fahrzeugen und 20 Fahrern waren zu Beginn für die komplette Saison gemeldet. Für das Indy 500 wurden 35 Fahrzeuge gemeldet. Alle Teams benutzten das Chassis Dallara DW12 mit dem IR-18-Aerokit und Reifen von Firestone. Die von Chevrolet und Honda bereitgestellten Motoren waren 2,2 Liter V6-Twinturbos.
| Team                                                        | Nr. | Fahrer              | Motor     | Veranstaltung        |
| ----------------------------------------------------------- | --- | ------------------- | --------- | -------------------- |
| A. J. Foyt Enterprises                                      | 01  | J. R. Hildebrand    | Chevrolet | 6                    |
| A. J. Foyt Enterprises                                      | 04  | Dalton Kellett      | Chevrolet | 1–16                 |
| A. J. Foyt Enterprises                                      | 11  | Charlie Kimball     | Chevrolet | 5, 6, 16             |
| A. J. Foyt Enterprises                                      | 14  | Sébastien Bourdais  | Chevrolet | 1–16                 |
| Andretti Autosport                                          | 25  | Stefan Wilson       | Honda     | 6                    |
| Andretti Autosport                                          | 26  | Colton Herta        | Honda     | 1–16                 |
| Andretti Autosport                                          | 27  | Alexander Rossi     | Honda     | 1–16                 |
| Andretti Autosport                                          | 28  | Ryan Hunter-Reay    | Honda     | 1–16                 |
| Andretti Steinbrenner Autosport                             | 29  | James Hinchcliffe   | Honda     | 1–16                 |
| Andretti Herta Autosport w/ Marco Andretti & Curb-Agajanian | 98  | Marco Andretti      | Honda     | 6                    |
| Arrow McLaren SP                                            | 05  | Patricio O’Ward     | Chevrolet | 1–16                 |
| Arrow McLaren SP                                            | 07  | Felix Rosenqvist    | Chevrolet | 1–7, 10–16           |
| Arrow McLaren SP                                            | 07  | Oliver Askew        | Chevrolet | 8                    |
| Arrow McLaren SP                                            | 07  | Kevin Magnussen     | Chevrolet | 9                    |
| Arrow McLaren SP                                            | 86  | Juan Pablo Montoya  | Chevrolet | 5, 6                 |
| Carlin                                                      | 59  | Max Chilton         | Chevrolet | 1, 2, 6–12, 14–16    |
| Carlin                                                      | 59  | Conor Daly          | Chevrolet | 3, 4, 13             |
| Chip Ganassi Racing                                         | 08  | Marcus Ericsson     | Honda     | 1–16                 |
| Chip Ganassi Racing                                         | 09  | Scott Dixon         | Honda     | 1–16                 |
| Chip Ganassi Racing                                         | 10  | Alex Palou          | Honda     | 1–16                 |
| Chip Ganassi Racing                                         | 48  | Jimmie Johnson      | Honda     | 1, 2, 5, 7–12, 14–16 |
| Chip Ganassi Racing                                         | 48  | Tony Kanaan         | Honda     | 3, 4, 6, 13          |
| Dale Coyne Racing with Vasser-Sullivan                      | 18  | Ed Jones            | Honda     | 1–16                 |
| Dale Coyne Racing with Rick Ware Racing                     | 51  | Romain Grosjean     | Honda     | 1, 2, 5, 7–16        |
| Dale Coyne Racing with Rick Ware Racing                     | 51  | Pietro Fittipaldi   | Honda     | 3, 4, 6              |
| Dale Coyne Racing with Rick Ware Racing                     | 52  | Cody Ware           | Honda     | 9, 11                |
| Dale Coyne Racing with Rick Ware Racing                     | 52  | Ryan Norman         | Honda     | 10                   |
| Dreyer & Reinbold Racing                                    | 24  | Sage Karam          | Chevrolet | 6                    |
| Ed Carpenter Racing                                         | 20  | Conor Daly          | Chevrolet | 1, 2, 5, 7–12, 14–16 |
| Ed Carpenter Racing                                         | 20  | Ed Carpenter        | Chevrolet | 3, 4, 6, 13          |
| Ed Carpenter Racing                                         | 21  | Rinus VeeKay        | Chevrolet | 1–8, 10–16           |
| Ed Carpenter Racing                                         | 21  | Oliver Askew        | Chevrolet | 9                    |
| Ed Carpenter Racing                                         | 47  | Conor Daly          | Chevrolet | 6                    |
| Juncos Hollinger Racing                                     | 77  | Callum Ilott        | Chevrolet | 14–16                |
| Meyer Shank Racing                                          | 06  | Hélio Castroneves   | Honda     | 6, 11, 12, 14–16     |
| Meyer Shank Racing                                          | 60  | Jack Harvey         | Honda     | 1–16                 |
| Paretta Autosport                                           | 16  | Simona de Silvestro | Chevrolet | 6                    |
| Rahal Letterman Lanigan Racing                              | 15  | Graham Rahal        | Honda     | 1–16                 |
| Rahal Letterman Lanigan Racing                              | 30  | Takuma Satō         | Honda     | 1–16                 |
| Rahal Letterman Lanigan Racing                              | 45  | Santino Ferrucci    | Honda     | 6–8, 10, 11          |
| Rahal Letterman Lanigan Racing                              | 45  | Christian Lundgaard | Honda     | 12                   |
| Rahal Letterman Lanigan Racing                              | 45  | Oliver Askew        | Honda     | 14–16                |
| Team Penske                                                 | 02  | Josef Newgarden     | Chevrolet | 1–16                 |
| Team Penske                                                 | 03  | Scott McLaughlin    | Chevrolet | 1–16                 |
| Team Penske                                                 | 12  | Will Power          | Chevrolet | 1–16                 |
| Team Penske                                                 | 22  | Simon Pagenaud      | Chevrolet | 1–16                 |
| Top Gun Racing                                              | 75  | R. C. Enerson       | Chevrolet | 6, 12                |

### Änderungen bei den Teams
Chip Ganassi Racing und das Team Penske traten wieder mit vier Fahrzeugen über die komplette Saison an. Zuletzt war das 2017 der Fall gewesen.
Im Oktober 2020 gab DragonSpeed-Teamchef Elton Julian bekannt, dass das Team 2021 nicht mehr in der IndyCar Series antreten werde, weil es durch die COVID-19-Pandemie zuweit zurückgeworfen wurde. Das Team verkaufte sein Chassis an Meyer Shank Racing, dass bei ausgewählten Rennen erstmals einen zweiten Wagen einsetzte.
Mit Paretta Autosport ging ein neues Team in der Serie an den Start. Das Team unter Leitung von Beth Paretta arbeitete mit Serien- und Team-Besitzer Roger Penske zusammen. Die Zusammenarbeit kam durch sein Race For Equality & Change-Programm zustande. Paretta hatte bereits 2015 und 2016 versucht einen Wagen für das Indy 500 zu melden. Beim einzigen geplanten Start, dem Indy 500, saß Simona de Silvestro am Steuer. De Silvestro fuhr bereits von 2010 bis 2013 in de Serie. Ihren letzten IndyCar-Start absolvierte sie 2015 beim Indy 500.
Dale Coyne Racing setzte einen zweiten Wagen für die komplette Saison in Kooperation mit Rick Ware Racing ein. Das Team ist seit 2000 hauptsächlich in der NASCAR Cup Series aktiv. Ein zweiter Wagen wurde bei einzelnen Rennen eingesetzt. Beide Teams hatten bereits im vorherigen Jahr beim Indy 500 zusammen einen Wagen an den Start gebracht. Im vorherigen Jahr ist Coynes zweites Fahrzeug zusammen mit dem Team Goh eingesetzt worden.
Wegen eines Reiseprobelems trat Max Chilton und damit auch das Team Carlin beim GMR Grand Prix nicht an.
Nach seinem sechsten Platz beim Indy 500, setzte Rahal Letterman Lanigan Racing am folgenden Rennwochenende in Detroit ein drittes Fahrzeug für Santino Ferrucci ein. Das Team setzte den dritten Wagen anschließend bei weiteren Rennen mit weiteren Fahrern ein. Das Ziel war die Vorbereitung auf einen ganzjährigen Einsatz 2022.
Im August 2021 gab das Team Juncos Hollinger Racing bekannt, dass es bei den drei letzten Saisonrennen antreten werde und 2022 die komplette Saison bestreiten will. Das Team war von 2017 bis 2019 als Juncos Racing bereits einzelne Rennen gefahren. Der ehemalige Williams-Mitbesitzer Brad Hollinger stieg in das Team mit ein.

### Änderungen bei den Fahrern

#### Vor der Saison
Der siebenfache NASCAR-Cup-Series-Meister Jimmie Johnson, der dreimalige V8-Supercars-Meister Scott McLaughlin und Formel-1-Pilot Romain Grosjean gingen als Debütanten an den Start. Johnson und Grosjean planten nicht auf den Ovalen anzutreten. Chip Ganassis Fahrzeug Nr. 48 von Johnson wurde bei den Ovalrennen von Tony Kanaan gefahren. McLaughlin gewann 2020 für das DJR Team Penske die australische V8-Supercars-Serie an. Seinen ersten Start in der IndyCar Series absolvierte er beim Saisonfinale im Vorjahr. Pietro Fittipaldi vertrat Grosjean auf den ersten beiden Ovalstrecken.
Nach fünfzehn Saisons in der Serie startete Marco Andretti 2021 nur beim Indy 500. Das gab der 33-jährige US-Amerikaner im Januar bekannt. Weitere Starts waren nicht geplant, schloss er aber auch nicht aus. Er will aber weiterhin einer der Teilhaber des Fahrzeugs Nr. 98 sein, das er in den letzten drei Jahren gefahren ist.
Ed Jones kehrte nach einem Jahr Abwesenheit in die Serie zurück. Mit Dayle Coyne Racing startete er für das Team, für das er 2017 sein Debüt in der Serie gab. Er fuhr im Fahrzeug Nr. 18. Vorjahresfahrer Santino Ferrucci wechselte im Januar in die Xfinity Series, NASCARs „zweiter Liga“.

#### Während der Saison
Oliver Askew kam zweimal als Ersatzfahrer zum Einsatz. Beim achten Rennen in Detroit vertrat er bei seinem Vorjahresteam Arrow McLaren SP Felix Rosenqvist. Rosenqvist verbrachte nach einem Unfall beim Rennen am Vortag zur Vorsorge ein Nacht im Krankenhaus. Ein Rennen später in Elkhart Lake ersetzte Askew Rinus VeeKay bei Ed Carpenter Racing. VeeKay hatte sich zuvor bei einer Trainingsfahrt auf dem Fahrrad das Schlüsselbein gebrochen. Rosenqvist erhielt für dasselbe Rennen ebenfalls keine Freigabe. Weil Askew nun nicht mehr zur Verfügung stand, übernahm Kevin Magnussen Rosenqvists Cockpit in Elkhart Lake. Für den Dänen, der bereits in seiner Formel-1-Debütsaison für McLaren fuhr, war es der erste IndyCar-Start.

## Rennkalender
Am 1. Oktober 2020 wurde der Kalender bekannt gegeben. Es sollten 17 Rennen auf 14 verschiedenen Rennstrecken gefahren werden. Der Auftakt war für den 7. März in Saint Petersburg geplant und das Saisonfinale für den 19. September in Monterey. Das Rennen in Newton und die durch die Covid-19-Pandemie bereits letztes Jahr abgesagten Rennen in Austin und Richmond kehrten nicht in den Kalender zurück. Hinzugekommen ist der Music City Grand Prix auf einem Stadtkurs in Nashville.
Am 17. Dezember 2020 wurde die erste Verlegung bekannt gegeben. Das Rennen in Long Beach wurde vom 18. April auf den 26. September verschoben und ist damit das letzte Saisonrennen. Das Rennen in St. Petersburg wurde Anfang Januar auf den 25. April verschoben. Ende Januar wurde das erste Rennen noch um eine Woche nach hinten verschoben. Die Saison soll damit am 18. April in Birmingham starten. Mitte Mai wurde das Honda Indy Toronto ein zweites Jahr in Folge abgesagt. Einen Monat später folgte die Bestätigung, dass kein weiteres Rennen als Ersatz in den Kalender aufgenommen werde. Es fanden sieben Rennen auf permanenten Rundkursen, fünf auf temporären Rennstrecken (Stadtkurse) und vier auf Ovalkursen statt.
| Nr. | Datum         | Rennen (Rennstrecke)                                          | Distanz (Meilen) | Erster                              | Zweiter                              | Dritter                             | Pole-Position                       | Schnellste Runde                    | Meiste Führungsrunden               |
| --- | ------------- | ------------------------------------------------------------- | ---------------- | ----------------------------------- | ------------------------------------ | ----------------------------------- | ----------------------------------- | ----------------------------------- | ----------------------------------- |
| 01. | 18. April     | Honda Indy Grand Prix of Alabama (Birmingham) (P)             | 207              | Alex Palou (Dallara-Honda)          | Will Power (Dallara-Chevrolet)       | Scott Dixon (Dallara-Honda)         | Patricio O’Ward (Dallara-Chevrolet) | Patricio O’Ward (Dallara-Chevrolet) | Alex Palou (Dallara-Honda)          |
| 02. | 25. April     | Firestone Grand Prix of St. Petersburg (Saint Petersburg) (T) | 180              | Colton Herta (Dallara-Honda)        | Josef Newgarden (Dallara-Chevrolet)  | Simon Pagenaud (Dallara-Chevrolet)  | Colton Herta (Dallara-Honda)        | Alex Palou (Dallara-Honda)          | Colton Herta (Dallara-Honda)        |
| 03. | 01. Mai       | Genesys 300 XPEL 375 (Fort Worth) (O)                         | 318              | Scott Dixon (Dallara-Honda)         | Scott McLaughlin (Dallara-Chevrolet) | Patricio O’Ward (Dallara-Honda)     | Alex Palou (Dallara-Honda)          | Marcus Ericsson (Dallara-Honda)     | Scott Dixon (Dallara-Honda)         |
| 04. | 02. Mai       | Genesys 300 XPEL 375 (Fort Worth) (O)                         | 372              | Patricio O’Ward (Dallara-Chevrolet) | Josef Newgarden (Dallara-Chevrolet)  | Graham Rahal (Dallara-Honda)        | Scott Dixon (Dallara-Honda)         | Alex Palou (Dallara-Honda)          | Scott Dixon (Dallara-Honda)         |
| 05. | 15. Mai       | GMR Grand Prix (Indianapolis) (P)                             | 207,32           | Rinus VeeKay (Dallara-Chevrolet)    | Romain Grosjean (Dallara-Honda)      | Alex Palou (Dallara-Honda)          | Romain Grosjean (Dallara-Honda)     | Rinus VeeKay (Dallara-Chevrolet)    | Romain Grosjean (Dallara-Honda)     |
| 06. | 30. Mai       | Indianapolis 500 (Indianapolis) (O)                           | 500              | Hélio Castroneves (Dallara-Honda)   | Alex Palou (Dallara-Honda)           | Simon Pagenaud (Dallara-Chevrolet)  | Scott Dixon (Dallara-Honda)         | Santino Ferrucci (Dallara-Honda)    | Conor Daly (Dallara-Chevrolet)      |
| 07. | 12. Juni      | Chevrolet Detroit Grand Prix (Detroit) (T)                    | 164,5            | Marcus Ericsson (Dallara-Honda)     | Rinus VeeKay (Dallara-Chevrolet)     | Patricio O’Ward (Dallara-Chevrolet) | Patricio O’Ward (Dallara-Chevrolet) | Josef Newgarden (Dallara-Chevrolet) | Will Power (Dallara-Chevrolet)      |
| 08. | 13. Juni      | Chevrolet Detroit Grand Prix (Detroit) (T)                    | 164,5            | Patricio O’Ward (Dallara-Chevrolet) | Josef Newgarden (Dallara-Chevrolet)  | Alex Palou (Dallara-Honda)          | Josef Newgarden (Dallara-Chevrolet) | Colton Herta (Dallara-Honda)        | Josef Newgarden (Dallara-Chevrolet) |
| 09. | 20. Juni      | REV Group Grand Prix (Elkhart Lake) (P)                       | 220,55           | Alex Palou (Dallara-Honda)          | Colton Herta (Dallara-Honda)         | Will Power (Dallara-Chevrolet)      | Josef Newgarden (Dallara-Chevrolet) | Alex Palou (Dallara-Honda)          | Josef Newgarden (Dallara-Chevrolet) |
| 10. | 04. Juli      | Honda Indy 200 at Mid-Ohio (Lexington) (P)                    | 180,64           | Josef Newgarden (Dallara-Chevrolet) | Marcus Ericsson (Dallara-Honda)      | Alex Palou (Dallara-Honda)          | Josef Newgarden (Dallara-Chevrolet) | Jack Harvey (Dallara-Chevrolet)     | Josef Newgarden (Dallara-Chevrolet) |
| 11. | 08. August    | Music City Grand Prix (Nashville) (T)                         | 173,6            | Marcus Ericsson (Dallara-Honda)     | Scott Dixon (Dallara-Honda)          | James Hinchcliffe (Dallara-Honda)   | Colton Herta (Dallara-Honda)        | Colton Herta (Dallara-Honda)        | Colton Herta (Dallara-Honda)        |
| 12. | 14. August    | Big Machine Spiked Coolers Grand Prix (Indianapolis) (P)      | 207,32           | Will Power (Dallara-Chevrolet)      | Romain Grosjean (Dallara-Honda)      | Colton Herta (Dallara-Honda)        | Patricio O’Ward (Dallara-Chevrolet) | Will Power (Dallara-Chevrolet)      | Will Power (Dallara-Chevrolet)      |
| 13. | 21. August    | Bommarito Automotive Group 500 (Madison) (O)                  | 325              | Josef Newgarden (Dallara-Chevrolet) | Patricio O’Ward (Dallara-Chevrolet)  | Will Power (Dallara-Chevrolet)      | Will Power (Dallara-Chevrolet)      | Takuma Satō (Dallara-Honda)         | Josef Newgarden (Dallara-Chevrolet) |
| 14. | 12. September | Grand Prix of Portland (Portland International Raceway) (P)   | 216,04           | Alex Palou (Dallara-Honda)          | Alexander Rossi (Dallara-Honda)      | Scott Dixon (Dallara-Honda)         | Alex Palou (Dallara-Honda)          | Romain Grosjean (Dallara-Honda)     | Graham Rahal (Dallara-Honda)        |
| 15. | 19. September | Firestone Grand Prix of Monterey (Monterey) (P)               | 212,61           | Colton Herta (Dallara-Honda)        | Alex Palou (Dallara-Honda)           | Romain Grosjean (Dallara-Honda)     | Colton Herta (Dallara-Honda)        | Josef Newgarden (Dallara-Chevrolet) | Colton Herta (Dallara-Honda)        |
| 16. | 26. September | Acura Grand Prix of Long Beach (Long Beach) (T)               | 167,28           | Colton Herta (Dallara-Honda)        | Josef Newgarden (Dallara-Chevrolet)  | Scott Dixon (Dallara-Honda)         | Josef Newgarden (Dallara-Chevrolet) | Patricio O’Ward (Dallara-Chevrolet) | Colton Herta (Dallara-Honda)        |

- Erklärung: O: Ovalkurs, T: temporäre Rennstrecke (Stadtkurs), P: permanente Rennstrecke.

## Saisonvorbereitungen
Am 18. und 19. Januar fanden zwei Testtage auf dem Sebring International Raceway statt. Gefahren wurde auf der 2,74 km langen Club-Variante. Eine offizielle Zeitnahme gab es nicht. Die sechs Teams A. J. Foyt Enterprises, Andretti Autosport, Carlin, Chip Ganassi Racing, Meyer Shank Racing und Rahal Letterman Lanigan Racing nahmen am Test teil. Mit 52,272 Sekunden fuhr Alexander Rossi am zweiten Tag die schnellste Runde. Er fuhr 105 Runden. Dalton Kellett (A. J. Foyt) und Max Chilton (Carlin) fuhren als einzige an beiden Tagen.
Am 1. Februar fand ein weiterer Testtag auf derselben Strecke statt. Fünf Teams mit 14 Piloten nahmen teil. Mit dabei waren die Teams Andretti Autosport, Rahal Letterman Lanigan Racing, Ed Carpenter Racing, Arrow McLaren SP und das Team Penske. Die Bestzeit fuhr Patricio O’Ward für McLaren SP mit 51,790 Sekunden. Alexander Rossi und Josef Newgarden folgten auf Platz 2 und 3. Oliver Askew, der kein Cockpit für die Saison hat, fuhr für Andretti die fünftschnellste Runde.

## Rennberichte

### 1. Rennen: Honda Indy Grand Prix of Alabama
| Platz | Fahrer          | Team                | Zeit         |
| ----- | --------------- | ------------------- | ------------ |
| 1     | Alex Palou      | Chip Ganassi Racing | 1:52:53,0361 |
| 2     | Will Power      | Team Penske         | + 0,4016     |
| 3     | Scott Dixon     | Chip Ganassi Racing | + 2,9881     |
| PP    | Patricio O’Ward | Arrow McLaren SP    | 1:05,8479    |
| SR    | Patricio O’Ward | Arrow McLaren SP    | 1:06,8182    |

- Streckentyp: Rundkurs

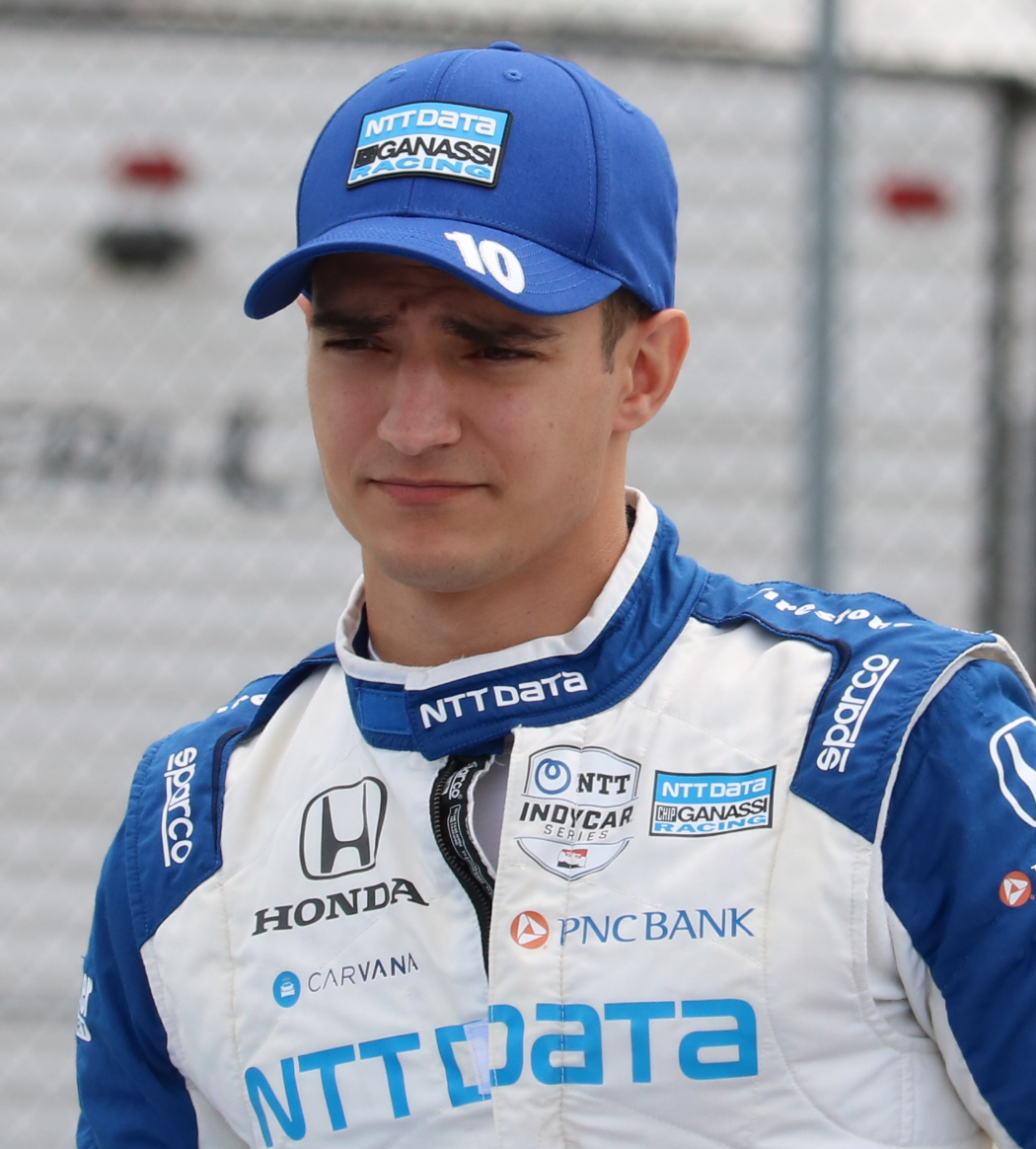
Alex Palou gewann sein erstes IndyCar-Rennen

Der Honda Indy Grand Prix of Alabama auf dem Barber Motorsports Park, Birmingham, Alabama, Vereinigte Staaten fand am 18. April 2021 statt und ging über eine Distanz von 90 Runden à 3,701 km, was einer Gesamtdistanz von 333,134 km entspricht.
Polesitter Patricio O’Ward setzte sich am Start gegen Alexander Rossi durch. Ausgangs Kurve 4 leistete sich Josef Newgarden einen Fahrfehler, er kam aufs Gras und drehte sich, dahinter kollidierten mehrere Wagen. Für Newgarden und Ryan Hunter-Reay war das Rennen noch in der ersten Runde vorbei. Nach der achten Runde wurde das Rennen wieder freigegeben. In den folgenden Runden klagte O’Ward über das Handling seines Wagens. Rossi blieb so in Schlagdistanz. Hinter den beiden fuhren Alex Palou, Will Power und Scott Dixon. Nach 19 Runden stoppten O’Ward und Rossi erstmals. Sie waren auf einer Drei-Stopp-Strategie unterwegs. Nach 31 Runden absolvierte Palou den ersten seiner beiden Stopps, er kam mit zwei Wagen dazwischen vor O’Ward auf die Strecke zurück. Dixon und Power stoppten in den beiden Runden danach. In Runde 35 überholte O’Ward Palou und ging in Führung. Kurz vor Rennhalbzeit absolvierte O’Ward seinen zweiten Stopp. Danach wurde er noch von Sébastien Bourdais und Scott McLaughlin, die ebenfalls dreimal stoppten, überholt. In Runde 62 und 63 absolvierten Palou, Power und Dixon ihre letzten Stopps und lagen so wieder hinter O’Ward und Rossi. Drei Runden später stoppte auch O’Ward zum letzten Mal. Er lag danach als Fünfter knapp 10 Sekunden hinter dem Führenden Palou. Der viertplatzierte Marcus Ericsson verlor in der Schlussphase vier Plätze, weil er Sprit sparen musste. O’Ward und Bourdais komplettierten die Top 5. Für Alex Palou war es der erste IndyCar-Sieg in seiner Karriere.

### 2. Rennen: Firestone Grand Prix of St. Petersburg
| Platz | Fahrer          | Team                | Zeit         |
| ----- | --------------- | ------------------- | ------------ |
| 1     | Colton Herta    | Andretti Autosport  | 1:51:51,4115 |
| 2     | Josef Newgarden | Team Penske         | + 2,4933     |
| 3     | Simon Pagenaud  | Team Penske         | + 6,1496     |
| PP    | Colton Herta    | Andretti Autosport  | 1:00,3210    |
| SR    | Alex Palou      | Chip Ganassi Racing | 1:01,4568    |

- Streckentyp: Stadtkurs

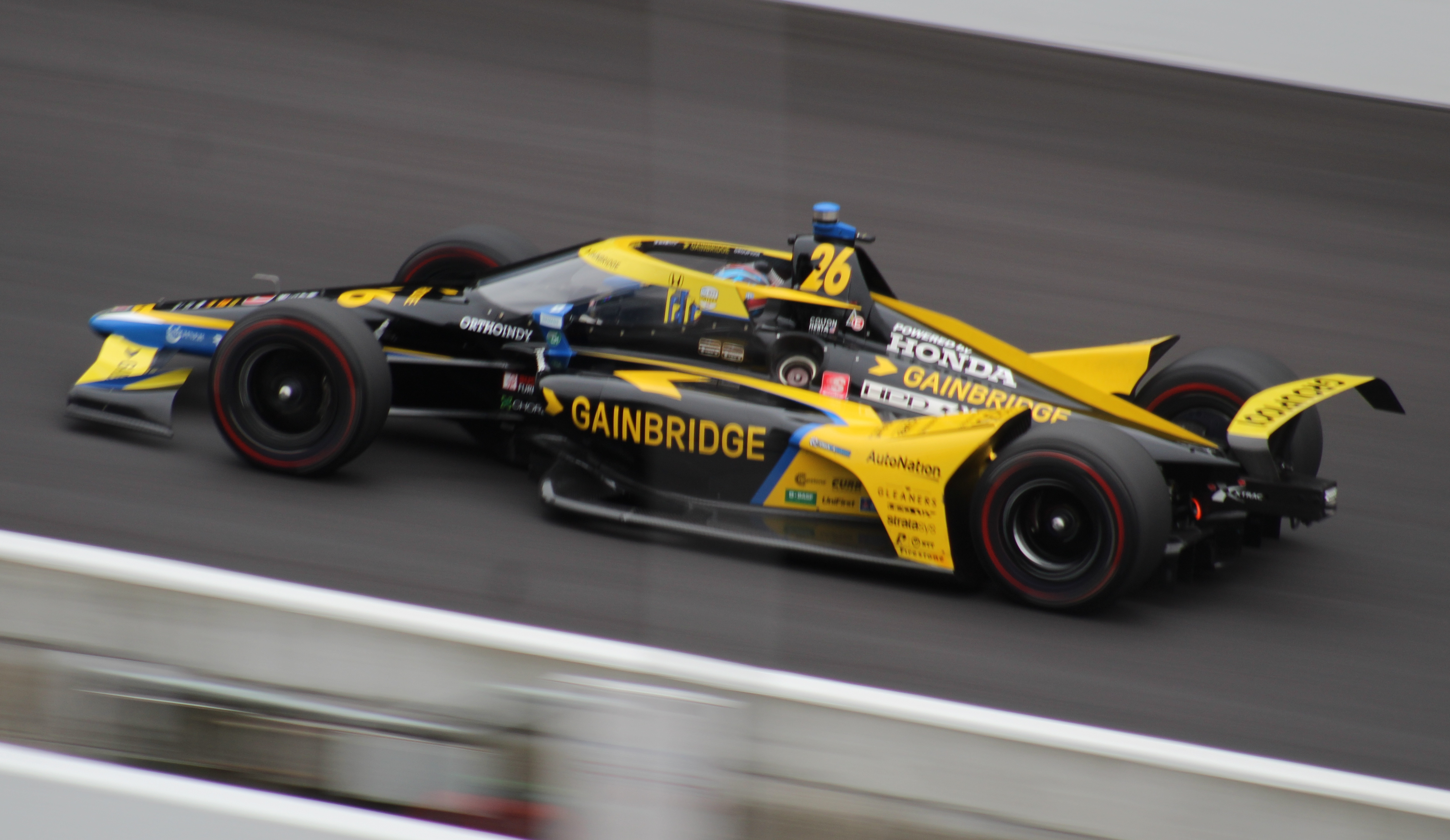
Sieger Herta beim Indy 500

Der Firestone Grand Prix of St. Petersburg in den Streets of St. Petersburg, Saint Petersburg, Florida, Vereinigte Staaten fand am 25. April 2021 statt und ging über eine Distanz von 100 Runden à 2,897 km, was einer Gesamtdistanz von 289,682 km entspricht.
Eine Kollision zwischen Sébastien Bourdais und Josef Newgarden sowie Simon Pagenaud am Start blieb ohne Folgen. Die Reihenfolge der ersten Fünf blieb die sersten 30 Runden unverändert. Polesitter Colton Herta führte vor Jack Harvey, Newgarden, Pagenaud und Bourdais. Von Runde 18 bis 21 wurde das PaceCar erstmals auf die Strecke geschickt. Jimmie Johnson war nach einem Verbremser in der letzten Kurve vor den Reifenstapeln stehen geblieben konnte nicht in den Rückwärtsgang schalten. Fast alle Fahrer verzichteten auf Boxenstopps. In Runde 31 überholte Newgarden Harvey, der mit nachlassenden weichen Reifen zu kämpfen hatte. Nach den ersten Stopps um Runde 36 führt Herta weiterhin. Hinter ihm folgten Newgarden, Pagenaud, Harvey, Scott Dixon und Takuma Satō. Diese Reihenfolge blieb bis ins Ziel bestehen. In Runde 37 gerieten Graham Rahal und Alexander Rossi in Kurve 4 aneinander. Rossi fing sich dabei einen Platten ein und blockierte damit in Kurve 5 den Weg für Rahal, als er die Kurve nicht kriegte. Beide lagen zuvor auf den Plätzen sechs und sieben. Herta dominierte das Rennen. Die Führung gab er nur für drei Runden während seines ersten Stopps ab. Bei seinem zweiten hatte er 10 Sekunden Vorsprung auf den zweitplatzierten Josef Newgarden, der in derselben Runde stoppte. Durch zwei Gelbphasen rückte das Feld danach wieder näher zusammen. Herta, auf den harten Reifen unterwegs, verteidigte beide Male den ersten Platz gegen den auf den weichen Reifen fahrenden Newgarden.

### 3. Rennen: Genesys 300
| Platz | Fahrer           | Team                | Zeit                 |
| ----- | ---------------- | ------------------- | -------------------- |
| 1     | Scott Dixon      | Chip Ganassi Racing | 1:45:51,3417         |
| 2     | Scott McLaughlin | Team Penske         | + 0,2646             |
| 3     | Patricio O’Ward  | Arrow McLaren SP    | + 1,7807             |
| PP    | Alex Palou       | Chip Ganassi Racing | Nach Fahrzeugpunkten |
| SR    | Marcus Ericsson  | Chip Ganassi Racing | 23,6606              |

- Streckentyp: Ovalkurs

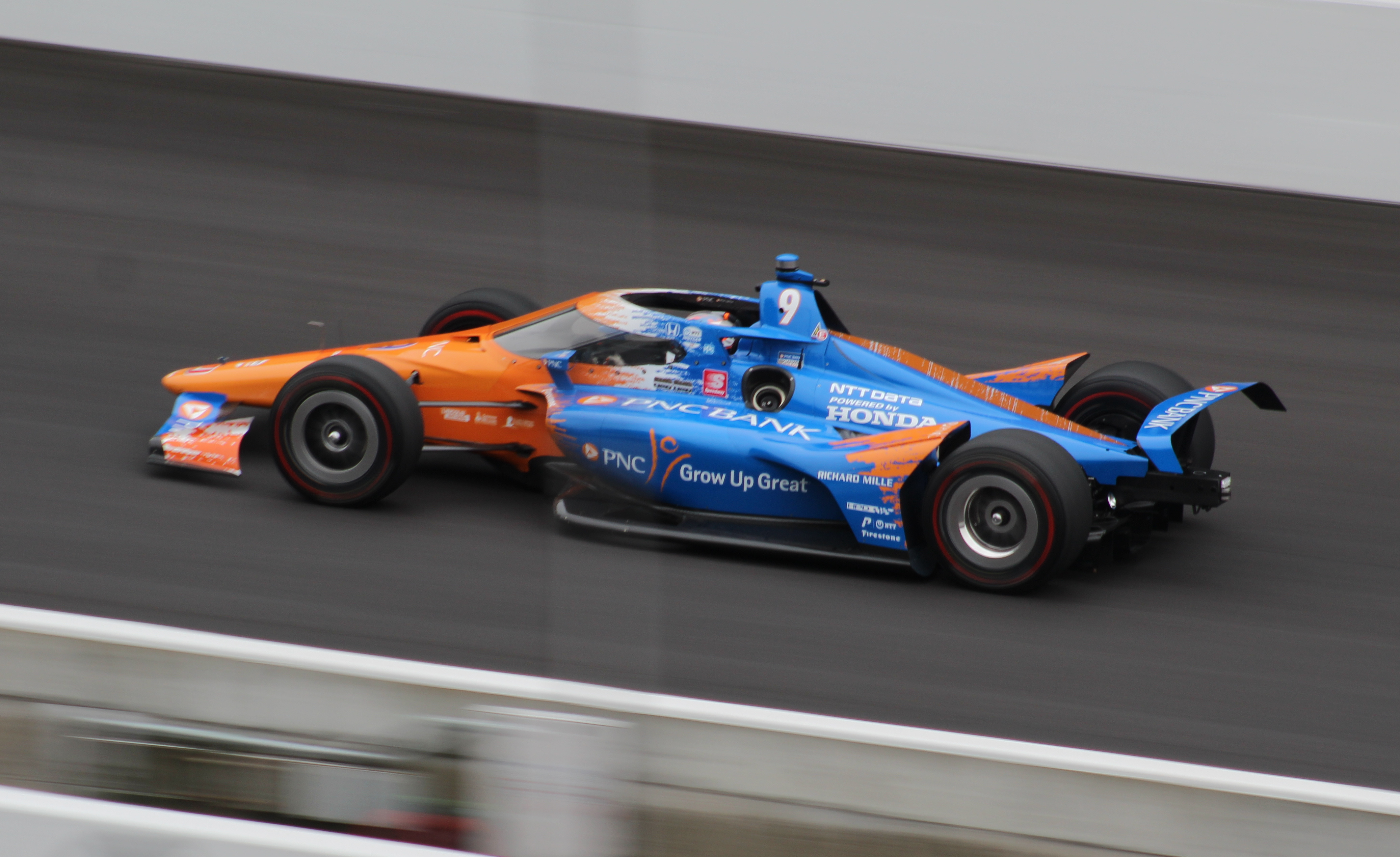
Sieger Dixon beim Indy 500

Das Genesys 300 auf dem Texas Motor Speedway, Fort Worth, Texas, Vereinigte Staaten fand am 1. Mai 2021 statt und ging über eine Distanz von 212 Runden à 2,414 km, was einer Gesamtdistanz von 511,771 km entspricht.
Die Startreihenfolge wurde nach Fahrzeugpunkten festgelegt, weil wegen wetterbedingten Änderungen im Zeitplan keine Zeit mehr für die Qualifikation blieb. Der Meisterschaftsführende Alex Palou startete damit von der Pole. Nach drei Runden lag sein Teamkollege Scott Dixon in Führung. Die Reihenfolge lautete damit Dixon, Palou, Will Power, Colton Herta und Jack Harvey. Power stoppte in Runde 55 als erster aus der Spitze. In Runde 56 hatte Sébastien Bourdais sich in die Mauer gedreht, nachdem ihm Josef Newgarden in den Wagen gefahren war. Newgarden wurde dafür in der Gelbphase an das Ende des Feldes strafversetzt. Power fiel dadurch zurück, weil seine direkten Konkurrenten in der Gelbphase stoppten. Um Runde 125 gab es die zweite Boxenstopprunde unter Grün. Danach lag Dixon vor Felix Rosenqvist, Scott McLaughlin, Palou und Patricio O’Ward. In Runde 160 kam das Pacecar zum zweiten Mal auf die Strecke. James Hinchcliffe wurde vor Kurve 1 von Rosenqvist überrundet und geriet auf die äußere, rutschigere Spur, auf der er sich drehte und in die Mauer krachte. Die Gelbphase wurde vom Feld für die dritten Boxenstopps genutzt. Rosenqvist verlor dabei Zeit, als er dem auf drei Rädern losgeschickten Marcus Ericsson ausweichen musste. Beim Neustart lautete die Reihenfolge Dixon, McLaughlin, O’Ward, Palou und Herta. Graham Rahal war beim Neustart in Runde 173 Neunter und machte danach ein paar Plätze gut. Herta stellte seinen Wagen nach 190 Runden mit einem Feuer an der hinteren rechten Radnabe in der Boxengasse ab. Rahal übernahm so den fünften Rang. Durch den Sieg stellte Dixon einen neuen Rekord auf. Er gewann in 19 Saisons mindestens ein Rennen und überbot damit A. J. Foyt, der in 18 Saisons jeweils mindestens ein Rennen gewann.

### 4. Rennen: XPEL 375
| Platz | Fahrer          | Team                           | Zeit                 |
| ----- | --------------- | ------------------------------ | -------------------- |
| 1     | Patricio O’Ward | Arrow McLaren SP               | 2:06:31,1155         |
| 2     | Josef Newgarden | Team Penske                    | + 1,2443             |
| 3     | Graham Rahal    | Rahal Letterman Lanigan Racing | + 5,6449             |
| PP    | Scott Dixon     | Chip Ganassi Racing            | Nach Fahrzeugpunkten |
| SR    | Alex Palou      | Chip Ganassi Racing            | 23,8507              |

- Streckentyp: Ovalkurs

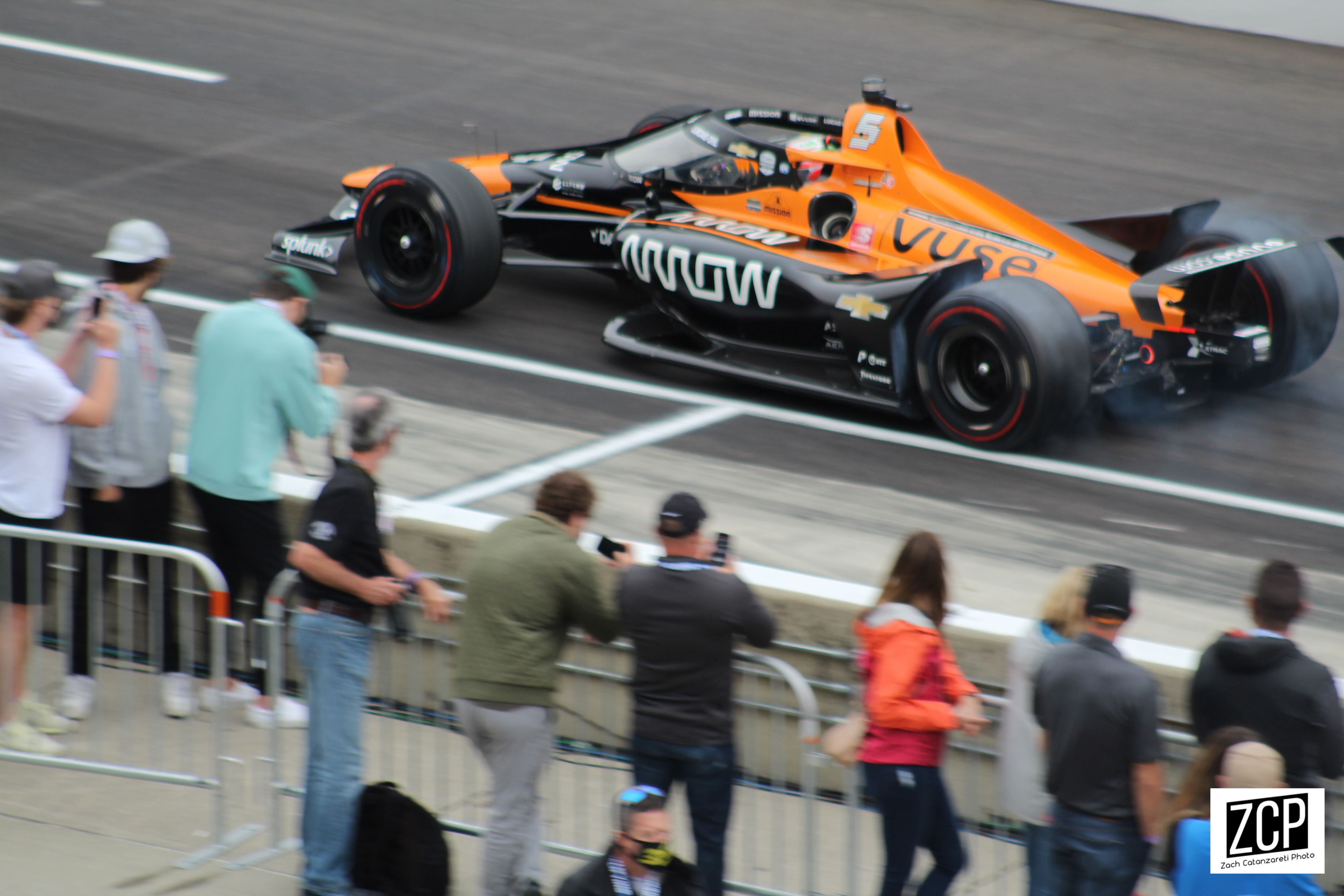
O’Ward gewann sein erstes IndyCar-Rennen (Foto vom Indy 500)

Das XPEL 375 auf dem Texas Motor Speedway, Fort Worth, Texas, Vereinigte Staaten fand am 2. Mai 2021 statt und ging über eine Distanz von 248 Runden à 2,414 km, was einer Gesamtdistanz von 598,676 km entspricht.
Als Meisterschaftsführender startete Scott Dixon von der Pole. Noch vor dem Überqueren der Start-Ziel-Linie fuhr Pietro Fittipaldi in Sébastien Bourdais’ Heck. Sieben Fahrzeuge waren in die Kollision mit verwickelt. Während der Gelbphase beschwerte Will Power sich über Dixons zögerlichen Start. Nach 18 Runden hinter dem Pacecar wurde das Rennen freigegeben. Dixon führte vor Alex Palou, Jack Harvey, Power und Patricio O’Ward. In Runde 57 versuchte O’Ward Power zu überholen, geriet dabei mit zwei Rädern auf der weißen Streckenbegrenzungslinie und behielt aber die Kontrolle über sein Fahrzeug. Um Runde 73 stoppten die Führenden. Danach lautete die Reihenfolge Dixon, Palou, Josef Newgarden, Harvey, O’Ward. Eine zweite Gelbphase gab es von Runde 117 bis 126 wegen Trümmerteilen. Harvey war zwei Runden zuvor wegen einer defekten hinteren rechten Radnabe an die Box gefahren. Die Gelbphase wurde für Boxenstopps genutzt. Beim Neustart lautete die Reihenfolge Dixon, Power, Graham Rahal, Newgarden, O’Ward. In Runde 140 übernahm Rahal für 11 Runden die Führung von Dixon, O’Ward lag auf Platz 3. Ab Runde 186 begann die letzte Boxenstopprunde. Weil Felix Rosenqvist auf der Strecke sein rechtes Hinterrad verlor, gab es eine dritte Gelbphase. Takuma Satō lag danach in Führung, kam aber später unter Grün noch einmal in die Box. Hinter ihm lagen Newgarden, O’Ward, Rahal, Dixon und Colton Herta. O’Ward machte danach Druck auf Newgarden. 24 Runden vor Rennende überholte er ihn vor Kurve 3. Es war der erste Sieg für Patricio O’Ward. In der Fahrerwertung führt Dixon mit 153 Punkten vor O’Ward (131 Punkte) und Alex Palou (127 Punkte).

### 5. Rennen: GMR Grand Prix
| Platz | Fahrer          | Team                                    | Zeit         |
| ----- | --------------- | --------------------------------------- | ------------ |
| 1     | Rinus VeeKay    | Ed Carpenter Racing                     | 1:47:08,5773 |
| 2     | Romain Grosjean | Dale Coyne Racing with Rick Ware Racing | + 4,9510     |
| 3     | Alex Palou      | Chip Ganassi Racing                     | + 15,0726    |
| PP    | Romain Grosjean | Dale Coyne Racing with Rick Ware Racing | 1:09,4396    |
| SR    | Rinus VeeKay    | Ed Carpenter Racing                     | 1:10,8767    |

- Streckentyp: Rundkurs

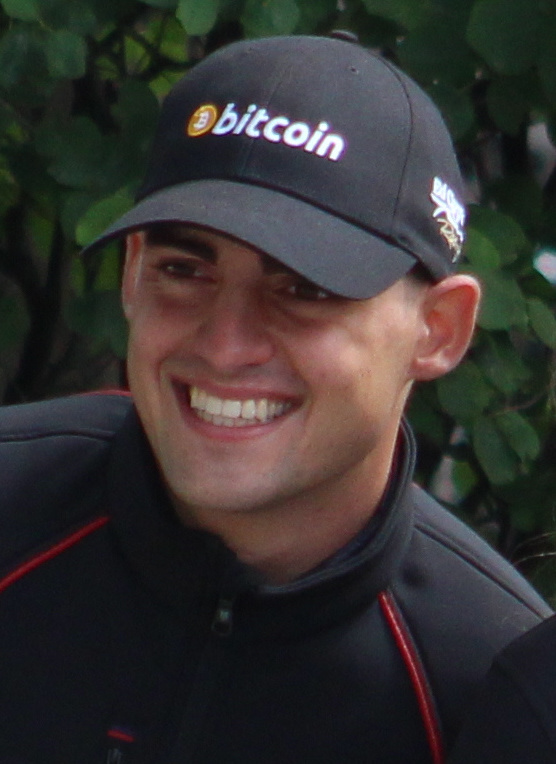
Dritter neuer Sieger der Saison 2021: Rinus VeeKay

Der GMR Grand Prix auf dem Indianapolis Motor Speedway, Speedway, Indiana, Vereinigte Staaten fand am 15. Mai 2021 statt und ging über eine Distanz von 85 Runden à 3,925 km, was einer Gesamtdistanz von 333,641 km entspricht.
Romain Grosjean behielt am Start die Führung. Jack Harvey setzte sich gegen den von Platz zwei gestarteten Josef Newgarden durch. Im Mittelfeld berührte Simon Pagenaud Conor Daly, der anschließend im Gras mit einem feststeckenden Gang stehen blieb. Das Pacecar kam daraufhin auf die Strecke. Scott Dixon und Patricio O’Ward, die von weiter hinten gestartet waren, sowie Graham Rahal, der in die Startkollision mitverwickelt war, nutzten dies zu Boxenstopps. Beim Neustart lagen hinter den ersten drei Alex Palou und Scott McLaughlin. Grosjeans Verfolger stoppten bis Runde 15. Grosjean selbst stoppt in Runde 25 erstmals. Dixon führte danach kurzzeitig das Rennen an. Anschließend führte Grosjean vor Harvey, Palou, Rinus VeeKay und Rahal. Bei seinem zweiten Stopp wurde Harveys Wagen runtergelassen, bevor das rechte Hinterrad montiert war. In der nächsten Runde war kam er mit einem Platten hinten rechts wieder an die Box. Als Palou aus der Box fuhr, kam er hinter dem zurückliegenden Jimmie Johnson auf die Strecke. Als Palou Johnson auf der Gegengeraden überholte fuhr VeeKay in die Mitte und überholte beide vor Kurve 7. Zur gleichen Zeit entrundete Satō sich von Grosjean, was ihn etwas Zeit kostete. Grosjean kam nach seinem zweiten Stopp in Runde 43 vor VeeKay auf die Strecke. Später in Kurve 12 überholte VeeKay Grosjean, was effektiv die Führung bedeutete. Hinter den beiden lagen Palou, Newgarden und Rahal. Bei den letzten Boxenstopps ab Runde 61 fielen ein paar Regentropfen. Für Regenreifen waren es zu wenige. Die Reihenfolge blieb nach den Stopps unverändert. VeeKays Vorsprung betrug zwischendurch über acht Sekunden. In den letzten Runden musste er noch Sprit sparen, um das Ziel zu erreichen und gewann so sein erstes IndyCar-Rennen. Für Ed Carpenter Racing war es der erste Sieg seit der Saison 2016.

### 6 Rennen. 105th Running of the Indianapolis 500
| Platz | Fahrer            | Team                           | Zeit         |
| ----- | ----------------- | ------------------------------ | ------------ |
| 1     | Hélio Castroneves | Meyer Shank Racing             | 2:37:19,3846 |
| 2     | Alex Palou        | Chip Ganassi Racing            | + 0,4928     |
| 3     | Simon Pagenaud    | Team Penske                    | + 0,5626     |
| PP    | Scott Dixon       | Chip Ganassi Racing            | 2:35,3837    |
| SR    | Santino Ferrucci  | Rahal Letterman Lanigan Racing | 39,5874      |

- Streckentyp: Ovalkurs

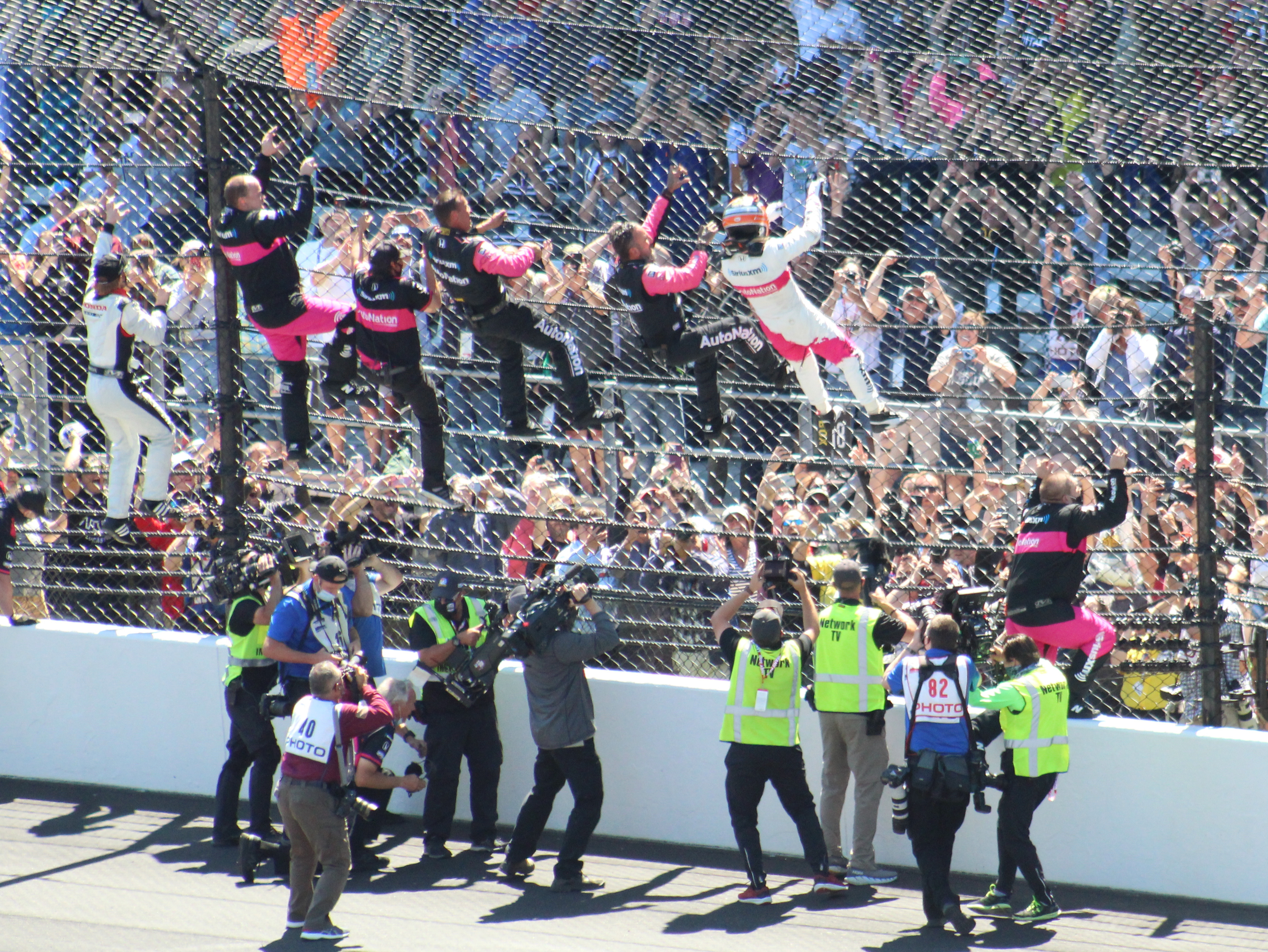
Castroneves (im weiß-pinken Rennoverall) kletterte zum vierten Mal den Zaun des IMS hinauf

Das Indianapolis 500 auf dem Indianapolis Motor Speedway, Speedway, Indiana, Vereinigte Staaten fand am 30. Mai 2021 statt und ging über eine Distanz von 200 Runden à 4,023 km, was einer Gesamtdistanz von 804,672 km entspricht.
Scott Dixon, Colton Herta und Rinus VeeKay starteten aus der ersten Reihe. In Runde eins übernahm Herta die Führung von Dixon. Nach zwei Runden führte VeeKay. Während der ersten Boxenstopprunde drehte sich Stefan Wilson beim Bremsen in der Boxengasse und blieb dort mit dem beschädigten Wagen liegen. In der folgenden Gelbphase mussten mehrere Fahrer zum Notfallstopp halten. Bei Dixon und Alexander Rossi war so wenig Benzin im Tank, dass beiden der Motor beim Stopp ausging. Beide fielen dadurch eine Runde zurück. Beim Neustart nach Runde 46 führte Herta vor VeeKay, Conor Daly, Ryan Hunter-Reay und Hélio Castroneves. Nach 49 Runden überholten VeeKay und Daly zusammen Herta auf der Start-Ziel-Geraden. Eine halbe Runde später lag Daly auf Platz 1. Graham Rahal kam nach 118 Runden als letzter zum vierten Stopp in die Box, weil er viel Benzin sparte. Er fuhr los, bevor das linke Hinterrad fest war. Von der Aufwärmspur drehte er sich unmittelbar vor den Führenden in die Mauer von Kurve 2. Daly traf das lose Rad, womit er sich die Front leicht beschädigte. Castroneves übernahm die Führung von Palou beim folgenden Neustart. Dahinter folgten O’Ward und VeeKay. O’Ward führte zwei Runden später und vier Runden später wieder Palou. Nach den letzten Stopps bis Runde 173 führte Palou vor Castroneves und O’Ward. In den letzten Runden wechselte die Führung mehrmals zwischen Palou und Castroneves. In der vorletzten Runde überholte Castroneves Palou zum letzten Mal. Mit seinem vierten Sieg wurde Castroneves Mitrekordsieger zusammen mit A. J. Foyt, Al Unser und Rick Mears. Das Team Meyer Shank Racing gewann erstmals ein Rennen. Da das PaceCar nur zweimal auf die Strecke geschickt wurde – so selten, wie noch nie – war es das bisher schnellste Indy 500. In der Fahrerwertung lag Palou 36 Punkte vor Dixon und 37 vor O’Ward.

### 7. Rennen: Chevrolet Detroit Grand Prix (Rennen 1)
| Platz | Fahrer          | Team                | Zeit         |
| ----- | --------------- | ------------------- | ------------ |
| 1     | Marcus Ericsson | Chip Ganassi Racing | 1:45:33,1123 |
| 2     | Rinus VeeKay    | Ed Carpenter Racing | + 1,7290     |
| 3     | Patricio O’Ward | Arrow McLaren SP    | + 1,9105     |
| PP    | Patricio O’Ward | Arrow McLaren SP    | 1:15,5776    |
| SR    | Josef Newgarden | Penske Racing       | 1:16,6433    |

- Streckentyp: temporäre Rennstrecke (Stadtkurs)

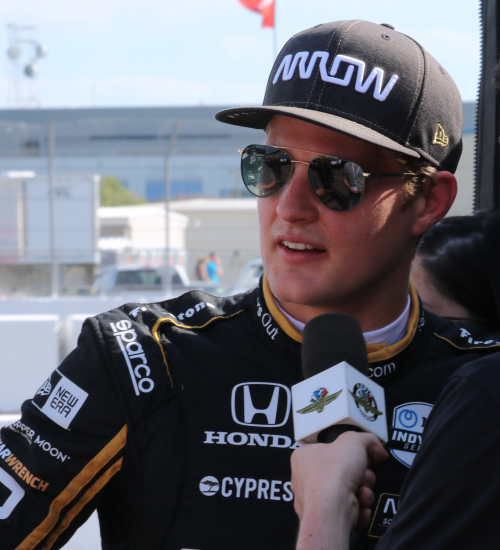
Ericsson gewann erstmals ein IndyCar-Rennen

Das erste Rennen des Chevrolet Detroit Grand Prix auf dem Raceway at Belle Isle, Detroit, Michigan, Vereinigte Staaten fand am 12. Juni 2021 statt und ging über eine Distanz von 70 Runden à 3,782 km, was einer Gesamtdistanz von 264,737 km entspricht.
Patricio O’Ward verteidigte seine Pole-Position gegen Alexander Rossi und Romain Grosjean. Der Meisterschaftsführende Alex Palou startete vom letzten Platz. Ab der dritten Runden stoppten die ersten Fahrer um die weichen gegen härteren Reifen zu tauschen, unter anderem auch die ersten drei. Will Power führte kurzzeitig, bevor er von Scott Dixon in Runde 11 überholt wurde. Power stoppte nach 20 Runden. In Runde 25 gab es einen schweren Unfall von Felix Rosenqvist in Kurve 6, wo er ohne zu Verzögern in die Reifenstapel fuhr. Die Rettungskräfte holten ihn aus dem Wagen. Zur Sicherheit verbrachte er eine Nacht im Krankenhaus. Das Rennen wurde daraufhin über eine Stunde unterbrochen. In der Gelbphase vor dem Neustart mussten einige Fahrer an die Box kommen. Für Dixon, Rossi und O’Ward bedeutete das, dass sie mehrere Plätze verloren. Beim Neustart in Runde 31 führt damit Power vor Marcus Ericsson und Takuma Satō. Sieben Runden vor Rennende fuhr Grosjean in die Mauer. Das Rennen wurde ein zweites Mal unterbrochen und die Wagen parkten in der Boxengasse. Für den Neustart ließ sich Powers Wagen nicht mehr starten. Ericsson erbte die Führung und verteidigte sie gegen Rinus VeeKay und O’Ward. Danach folgen Satō und Graham Rahal. Ericsson gewann damit in seiner dritten Saison sein erstes IndyCar-Rennen.

### 8. Rennen: Chevrolet Detroit Grand Prix (Rennen 2)
| Platz | Fahrer          | Team                | Zeit         |
| ----- | --------------- | ------------------- | ------------ |
| 1     | Patricio O’Ward | Arrow McLaren SP    | 1:41:30,8814 |
| 2     | Josef Newgarden | Penske Racing       | + 6,7595     |
| 3     | Alex Palou      | Chip Ganassi Racing | + 6,9392     |
| PP    | Josef Newgarden | Penske Racing       | 1:14,1094    |
| SR    | Colton Herta    | Andretti Autosport  | 1:16,3434    |

- Streckentyp: temporäre Rennstrecke (Stadtkurs)

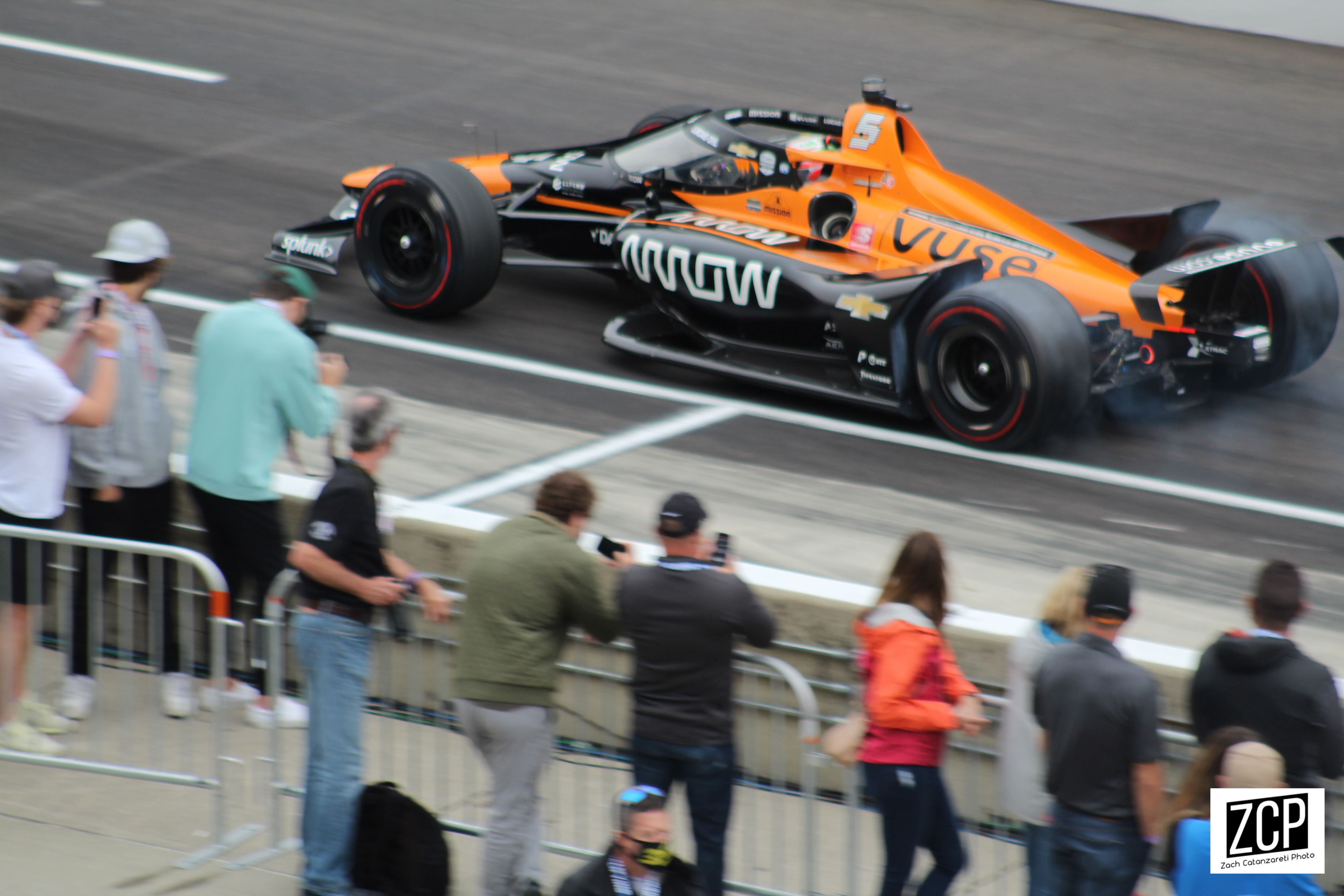
O’Ward gewann ein zweites IndyCar-Rennen (Foto vom Indy 500)

Das zweite Rennen des Chevrolet Detroit Grand Prix auf dem Raceway at Belle Isle, Detroit, Michigan, Vereinigte Staaten fand am 13. Juni 2021 statt und ging über eine Distanz von 70 Runden à 3,782 km, was einer Gesamtdistanz von 264,737 km entspricht.
Josef Newgarden blieb beim Start vor Colton Herta, Rinus VeeKay und Alex Palou. Dahinter wurde Romain Grosjean von Alexander Rossi und Scott Dixon in die Zange genommen, wodurch sich Dixon in Rossi drehte. Rossi fuhr bis zum ersten Stopp mit einem kaputten Frontflügel. Das Pacecar wurde trotzdem wegen eines anderen Unfalls auf die Strecke geschickt. Max Chilton war auf James Hinchcliffe aufgefahren und vor dem Reifenstapel in Kurve 4 zu stehen gekommen. VeeKay war einer der wenigen, die das für einen Boxenstopp nutzten. Newgarden, Herta und Palou belegten bis zur 63. Runde die ersten drei Plätze. Newgarden war im letzten Stint als einziger auf den weichen Reifen unterwegs, die schnell nachließen. Vor seinem Stopp in Runde 46 hatte er mehrere Sekunden Vorsprung auf Herta. Fünf Runden später lag Herta weniger als eine Sekunde hinter ihm. Von Runde 54 bis 62 gab es zwei Gelbphasen. O’Ward, von Platz 16 gestartet, und davor auf Platz sechs machte bei beiden Neustarts Plätze gut. Drei Runden vor Ende überholte er Newgarden mit Kontakt auf der Gegengeraden. Palou überholte Herta an derselben Stelle und setzte Newgarden anschließend unter Druck. Nach sieben Rennen mit sieben verschiedenen Siegern gelang O’Ward als erstem ein zweiter Saisonsieg. Damit wurde er auch Führender in der Fahrerwertung mit 299 Punkten. Hinter ihm lagen Palou (298 Punkte) und Dixon (263 Punkte).

### 9. Rennen: REV Group Grand Prix
| Platz | Fahrer          | Team                | Zeit         |
| ----- | --------------- | ------------------- | ------------ |
| 1     | Alex Palou      | Chip Ganassi Racing | 1:50:55,0534 |
| 2     | Colton Herta    | Andretti Autosport  | + 1,9106     |
| 3     | Will Power      | Penske Racing       | + 2,9853     |
| PP    | Josef Newgarden | Penske Racing       | 1:46,0186    |
| SR    | Alex Palou      | Chip Ganassi Racing | 1:48,5653    |

- Streckentyp: Rundkurs

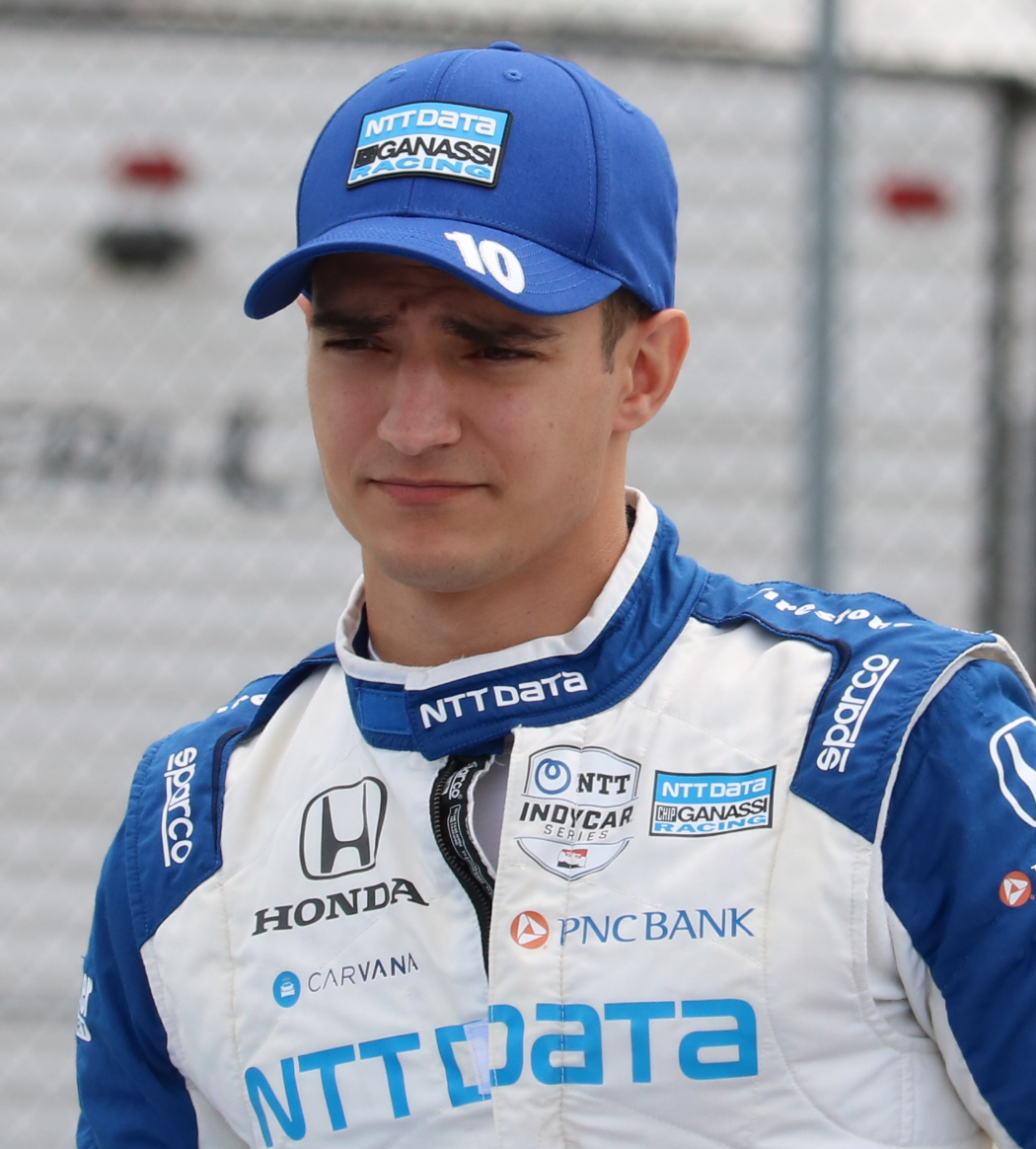
Palou profitierte vom Pech Newgardens

Der REV Group Grand Prix auf der Road America, Elkhart Lake, Wisconsin, Vereinigte Staaten fand am 20. Juni 2021 statt und ging über eine Distanz von 55 Runden à 6,460 km, was einer Gesamtdistanz von 355,295 km entspricht.
Josef Newgarden blieb beim Start auf Platz 1. Hinter ihm holte sich Jack Harvey Platz 2 von Colton Herta. Bis zur Rennmitte gab es zwei Gelbphasen. Die zweite wurde vom Feld für ihre zweiten Boxenstopps genutzt. Lediglich Kevin Magnussen und Takuma Satō blieben draußen. Sie führten damit das Feld an. Durch Stopps unter Grün verloren sie ihre Plätze wieder. Magnussen fiel später in Runde 33 mit mechanischen Problemen aus. Fünf Fahrer nutzten die darauf folgende Gelbphase 18 Runden vor Ende für Stopps. Bei üblichen Stintlängen von 14 oder 15 Runden zahlte sich das nicht aus. Nachdem das Pacecar ein viertes Mal auf die Strecke geschickt worden war, blieben noch zwei Runden bis zur Zielflagge. Wegen Getriebeproblemen wurde Newgarden vor Kurve 1 von Palou überholt und fiel danach auf den 21. Platz zurück. Ähnlich wie in Detroit zuvor hatte er auch hier die meisten Runden geführt. Die weitern Podestplätze holten sich Herta und Will Power. Scott Dixon fuhr von Startplatz 13 auf Platz 4 vor. Mit dem Sieg übernahm Palou wieder die Führung in der Fahrermeisterschaft. Er hatte 349 Punkte. Hinter im lagen O’Ward mit 321 Punkten und Dixon mit 296 Punkten.

### 10. Rennen: Honda Indy 200 at Mid-Ohio
| Platz | Fahrer          | Team                | Zeit         |
| ----- | --------------- | ------------------- | ------------ |
| 1     | Josef Newgarden | Team Penske         | 1:39:58,8551 |
| 2     | Marcus Ericsson | Chip Ganassi Racing | + 0,8790     |
| 3     | Alex Palou      | Chip Ganassi Racing | + 22,2350    |
| PP    | Josef Newgarden | Team Penske         | 1:06,6739    |
| SR    | Jack Harvey     | Meyer Shank Racing  | 1:08,7341    |

- Streckentyp: Rundkurs

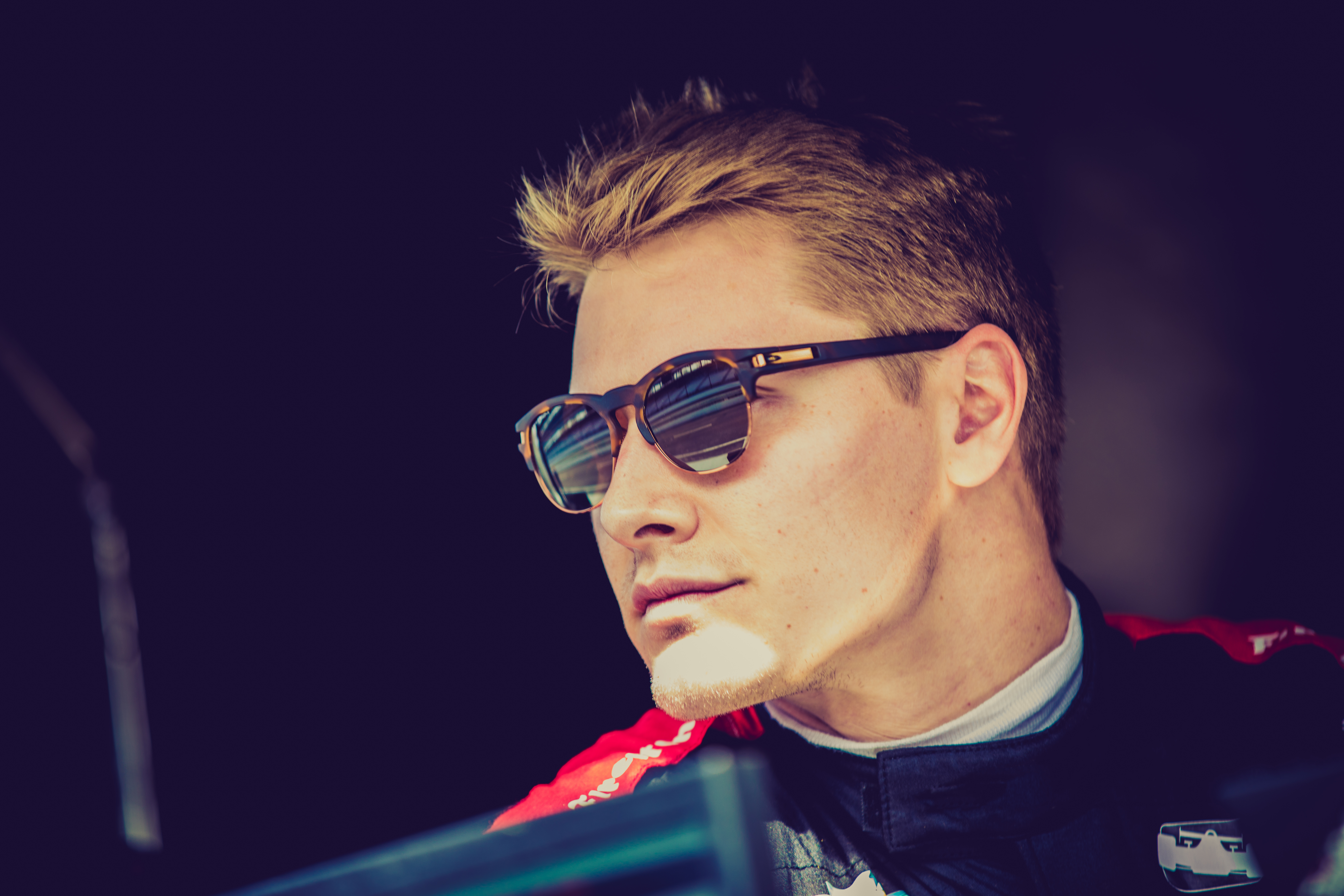
Newgarden holte Penskes ersten Sieg der Saison

Das Honda Indy 200 at Mid-Ohio auf dem Mid-Ohio Sports Car Course, Lexington, Ohio, Vereinigte Staaten fand am 4. Juli 2021 statt und ging über eine Distanz von 80 Runden à 3,634 km, was einer Gesamtdistanz von 290,712 km entspricht.
Beim Start verteidigte Josef Newgarden seine Position gegen Colton Herta und Marcus Ericsson. Im Mittelfeld kam es zur Kollision zwischen Ryan Hunter-Reay, James Hinchcliffe und Felix Rosenqvist, wodurch das Pace Car auf die Strecke geschickt wurde. Nach dem Neustart kämpften Will Power und Scott Dixon über mehrere Kuven um Platz vier. Beide berührten sich in Kurve 5 und Power drehte sich dadurch. Ed Jones traf Power, der im Reifenqualm nicht zu sehen war – für beide war das Rennen vorbei. Bei Hertas erstem Stopp gab es Probleme beim Tanken, wodurch der Stopp 25 Sekunden dauerte (im Normalfall um 7 Sekunden) und er viele Plätze verlor. Beim zweiten Stopp würgte er den Motor ab. Im letzten Stint kämpfte Newgarden mit nachlassenden Hinterreifen. Dadurch verkürzte Ericsson den Rückstand auf ihn von knapp 7 Sekunden auf unter eine Sekunde. Für eine Attacke reichte das nicht. In der Fahrerwertung vergrößerte Palou (384 Punkte) seinen Vorsprung auf O’Ward auf 39 Punkte. Auf dem dritten Rang lag Dixon mit 328 Punkten.

### 11. Rennen: Music City Grand Prix
| Platz | Fahrer            | Team                | Zeit         |
| ----- | ----------------- | ------------------- | ------------ |
| 1     | Marcus Ericsson   | Chip Ganassi Racing | 2:18:49,8305 |
| 2     | Scott Dixon       | Chip Ganassi Racing | + 1,5596     |
| 3     | James Hinchcliffe | Andretti Autosport  | + 2,3918     |
| PP    | Colton Herta      | Andretti Autosport  | 1:13,6835    |
| SR    | Colton Herta      | Andretti Autosport  | 1:16,3064    |

- Streckentyp: Stadtkurs

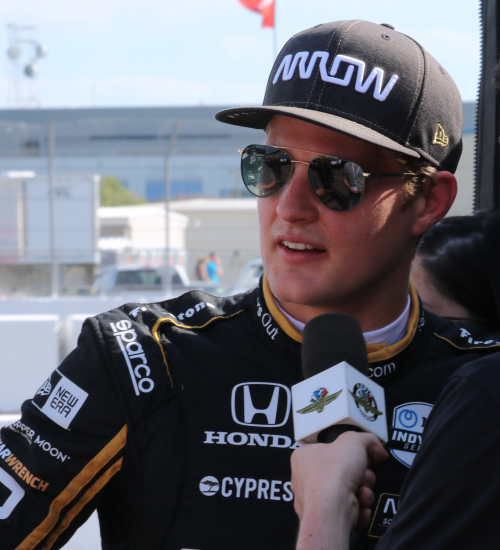
Ericsson gewann ein weiteres IndyCar-Rennen

Der Music City Grand Prix auf dem Nashville Street Circuit, Nashville, Tennessee, Vereinigte Staaten fand am 8. August 2021 statt und ging über eine Distanz von 80 Runden à 3,492 km, was einer Gesamtdistanz von 279,382 km entspricht.
Das Rennen war geprägt von mehreren Gelbphasen, bei denen das Feld insgesamt 33 Runden hinter dem Pace Car verbrachte. Colton Herta behielt beim Start die Führung. Hinter ihm übernahm Alexander Rossi Platz 2 von Scott Dixon. Die erste Gelbphase gab es in Runde 2, weil Dalton Kellett ohne Vortrieb liegen blieb. Beim Neustart fuhr Marcus Ericsson auf Sebastien Bourdais auf und verlor mit der Nase Richtung Himmel zeigend kurz den Bodenkontakt mit allen vier Rädern. Bourdais schied aus und Ericsson fuhr nach einem Reparaturstopp weiter. In Runde 16 drehte Ed Jones Scott McLaughlin um, wodurch das Pace Car zum dritten Mal auf die Strecke kam. James Hinchcliffe und Ryan Hunter-Reay gehörten zu den wenigen Fahrer die stoppten. Beim Neustart wurde Simon Pagenaud durch ein Überholmanöver von Will Power überrascht und blieb im Reifenstapel der letzten Kurve stehen. Weil ein paar Fahrer nicht vorbeikamen und zusammenstießen war die Strecke blockiert und das halbe Feld staute sich dort. Eine Gelbphase von Runde 31 bis 35 nutzte das restliche Feld für ihren ersten Boxenstopp. Herta und Rossi kamen hinter Ericsson, Hunter-Reay und Hinchcliffe auf die Strecke zurück. Als das Rennen wieder freigegeben wurde, überholten beide ihre Teamkollegen und Herta setzte Ericsson unter Druck. Ericsson, Rossi, Hinchcliffe, Dixon und Hunter-Reay stoppten in Runde 45 unter Gelb. Nach dem Neustart drängte Patricio O’Ward Rossi in Richtung Reifenstapel und würgte dann seinen Motor ab. Das Pace Car kam erneut auf die Strecke. Herta stoppte und danach lag Romain Grosjean vor Ericsson, Dixon und Hinchcliffe in Führung. Von Platz 9 arbeitete Herta sich durch das Feld und lag in Runde 62 auf Platz 2 hinter Ericsson. Grosjean hatte bereits einen weiteren Boxenstopp absolviert. Fünf Runden vor Rennende beendete Herta das Rennen eigenverschuldet in der Mauer von Kurve 9. In den drei verbleibenden Runden unter Grün gab es keine Änderung an der Spitze und Ericsson gewann sein zweites IndyCar-Rennen. Palou führte weiterhin die Fahrerwertung an. Er lag 42 Punkte vor Dixon und 48 vor O’Ward.

### 12. Rennen: Big Machine Spiked Coolers Grand Prix
| Platz | Fahrer          | Team                                    | Zeit         |
| ----- | --------------- | --------------------------------------- | ------------ |
| 1     | Will Power      | Penske Racing                           | 1:49:38,0811 |
| 2     | Romain Grosjean | Dale Coyne Racing with Rick Ware Racing | + 1,1142     |
| 3     | Colton Herta    | Andretti Autosport                      | + 2,3498     |
| PP    | Patricio O’Ward | Arrow McLaren SP                        | 1:10,7147    |
| SR    | Will Power      | Penske Racing                           | 1:11,6919    |

- Streckentyp: Rundkurs

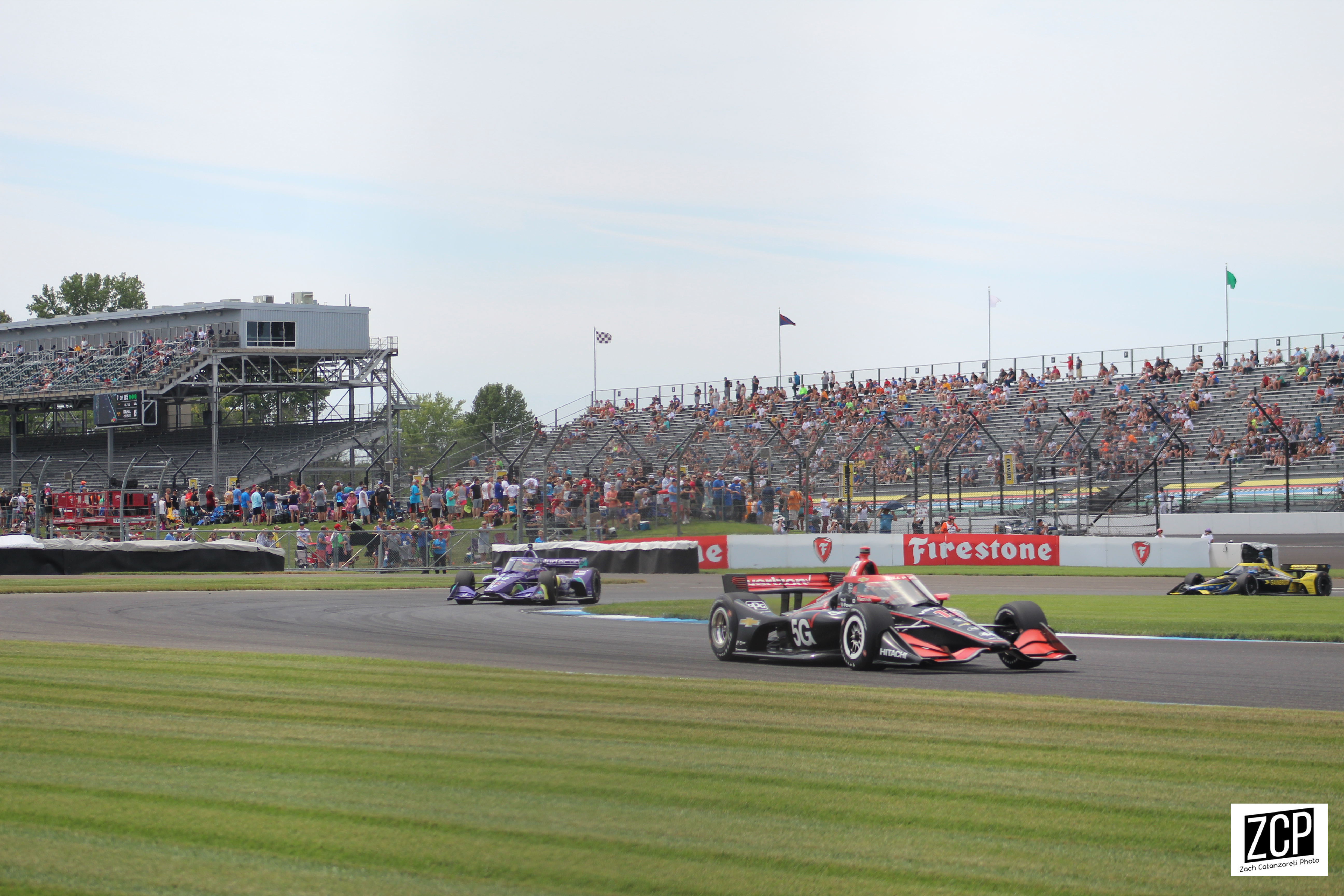
Will Power vor Romain Grosjean und Colton Herta

Der Big Machine Spiked Coolers Grand Prix auf dem Indianapolis Motor Speedway, Speedway, Indiana, Vereinigte Staaten fand am 14. August 2021 statt und ging über eine Distanz von 85 Runden à 3,925 km, was einer Gesamtdistanz von 333,641 km entspricht.
Patricio O’Ward behielt am Start die Führung vor Will Power und Romain Grosjean. Auf der Gegengeraden überholte Colton Herta Christian Lundgaard für den vierten Platz. Wegen eines Drehers im Qualifying verlor Scott Dixon seine zwei schnellsten Runden und startete von Platz 26. Die Führenden stoppten um Runde 15 erstmals. O’Ward wurde nach seinem Stopp auf der Strecke von Power überholt. Herta und Grosjean lagen hinter den beiden und überholten O’Ward innerhalb von 10 Runden. Lundgaard lag auf Platz 10. Nach den zweiten Stopps bis Runde 39 gab es keine Änderung an der Spitze. Power hing vor seinem dritten Stopp in Runde 61 hinter James Hinchcliffe fest, der in derselben Runde stoppte und vor Power wieder auf die Strecke fuhr. Alex Palou und Alexander Rossi lagen nach den Stopps vor O’Ward auf den Plätzen 4 und 5. Palou schied in Runde 68 mit einem Motorschaden aus und das Pace Car wurde auf die Strecke geschickt. Beim Neustart verteidigte Herta sich auf der Innenlinie gegen Grosjean, der auf der Ideallinie blieb und sich dort vorbeibremste. Eine Runde später überholte O’Ward Rossi, der ihn drei Kurven später wieder überholte. Scott McLaughlin drehte Rinus VeeKay neun Runden vor Rennende um und das Pace Car ging ein weiteres Mal auf die Strecke. Wie beim Neustart zuvor beschleunigte Power früh, um genügend Abstand zu seinen Verfolgern zu haben. Bis zum Ziel gab es keine Positionsänderungen mehr an der Spitze. Dixon kam auf Platz 17 ins Ziel. In der Meisterschaft verringerte sich Palous Vorsprung durch seinen Ausfall auf 21 Punkte vor O’Ward und 34 Punkte vor Dixon.

### 13. Rennen: Bommarito Automotive Group 500
| Platz | Fahrer          | Team                           | Zeit         |
| ----- | --------------- | ------------------------------ | ------------ |
| 1     | Josef Newgarden | Penske Racing                  | 2:24:10,9404 |
| 2     | Patricio O’Ward | Arrow McLaren SP               | + 0,5397     |
| 3     | Will Power      | Penske Racing                  | + 5,8660     |
| PP    | Will Power      | Penske Racing                  | 49,8289      |
| SR    | Takuma Satō     | Rahal Letterman Lanigan Racing | 25,7998      |

- Streckentyp: Ovalkurs

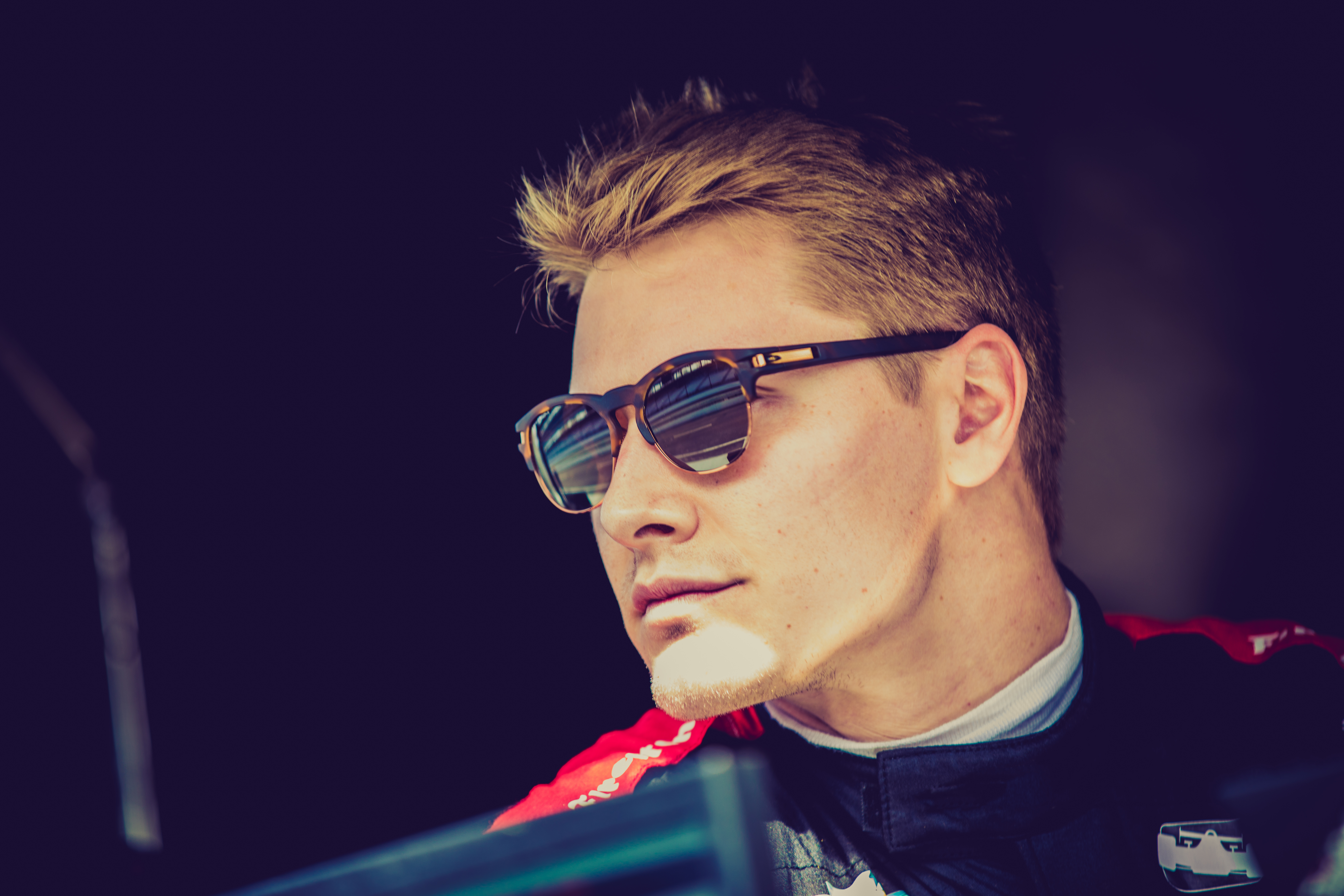
Josef Newgarden (2018)

Das Bommarito Automotive Group 500 auf dem World Wide Technology Raceway at Gateway, Madison, Illinois, Vereinigte Staaten fand am 21. August 2021 (22. August Mitteleuropäische Zeit) statt und ging über eine Distanz von 260 Runden à 2,012 km, was einer Gesamtdistanz von 523,037 km entspricht.
Nach der ersten Runde übernahm Colton Herta die Führung von Will Power. Die erste der fünf Gelbphasen gab es in Runde drei. Ed Jones und Graham Rahal waren in Kurve 1/2 aneinandergeraten. Beim Neustart überholte Josef Newgarden an selber Stelle Simon Pagenaud außen und beschädigte dessen Frontflügel. Die folgende Gelbphase wegen der Trümmerteile nutzten Pagenaud Sébastien Bourdais und Ed Carpenter für ihren ersten Boxenstopp in Runde 18. Beim Neustart führte Herta vor Power und Newgarden. Alexander Rossi holte sich Platz 4 von Marcus Ericsson. Ein Unfall von Carpenter in Kurve 3/4 führte zur nächsten Gelbphase von Runde 56 bis 63. Das restliche Feld absolvierte seinen ersten Stopp. Newgarden lag nun vor Power und Herta. Allerdings blieb Bourdais draußen und ging in Führung. Beim Neustart drehte Rinus VeeKay den Meisterschaftsführenden Alex Palou und Scott Dixon in die Mauer. Dixon kehrte nach einer längeren Reparatur zurück und gab später auf, für die anderen beiden war sofort Schluss. Bourdais nutzte die Gelbphase für einen Boxenstopp. Beim Neustart überholte Rossi Herta und anschließend Power, der später noch von Herta und Patricio O’Ward überholt wurde. Romain Grosjean war in seinem zweiten Stint bei seinem Ovaldebüt gut unterwegs und überholte innerhalb von zehn Runden fünf Fahrer. Danach lag er auf Platz neun. Die nächsten Stopps gab es unter Grün um Runde 132. Anschließend überholte Herta Rossi und Newgarden und lag in Führung. Rossi fuhr langsamer, um mit nur einem weiteren Stopp auszukommen und wurde noch von O’Ward und Takuma Satō überholt. Herta fiel nach 185 Runden mit einer defekten Antriebswelle aus und Newgarden erbte den ersten Platz. Vor Runde 200 stoppte das Spitzenfeld zum letzten Mal. Kurz danach geriet Rossi auf den dreckigen äußeren Teil der Strecke und fuhr in Kurve 2 in die Mauer, was für ihn das Rennen beendete. Nachdem das Rennen in Runde 210 wieder freigegeben worden war, gab es keine Änderungen mehr an der Spitze. Scott McLaughlin gewann bei seinem letzten Stopp vor der Gelbphase Plätze und beendete das Rennen auf Platz 4. Dahinter stoppten Bourdais, Satō und Ryan Hunter-Reay unter Gelb und gewannen so Plätze bzw. verloren weniger.
Durch die Ausfälle von Palou und Dixon sowie die guten Ergebnisse von Newgarden und O’Ward rückten die Fahrer in der Meisterschaft enger zusammen. O’Ward übernahm mit 435 Punkten die Führung. Palou lag 10 Punkte zurück, Newgarden 22 und Dixon 43.

### 14. Rennen: Grand Prix of Portland
| Platz | Fahrer          | Team                                    | Zeit         |
| ----- | --------------- | --------------------------------------- | ------------ |
| 1     | Alex Palou      | Chip Ganassi Racing                     | 2:07:04,1304 |
| 2     | Alexander Rossi | Andretti Autosport                      | + 1,2895     |
| 3     | Scott Dixon     | Chip Ganassi Racing                     | + 4,4406     |
| PP    | Alex Palou      | Chip Ganassi Racing                     | 58,7701      |
| SR    | Romain Grosjean | Dale Coyne Racing with Rick Ware Racing | 59,4381      |

- Streckentyp: Rundkurs

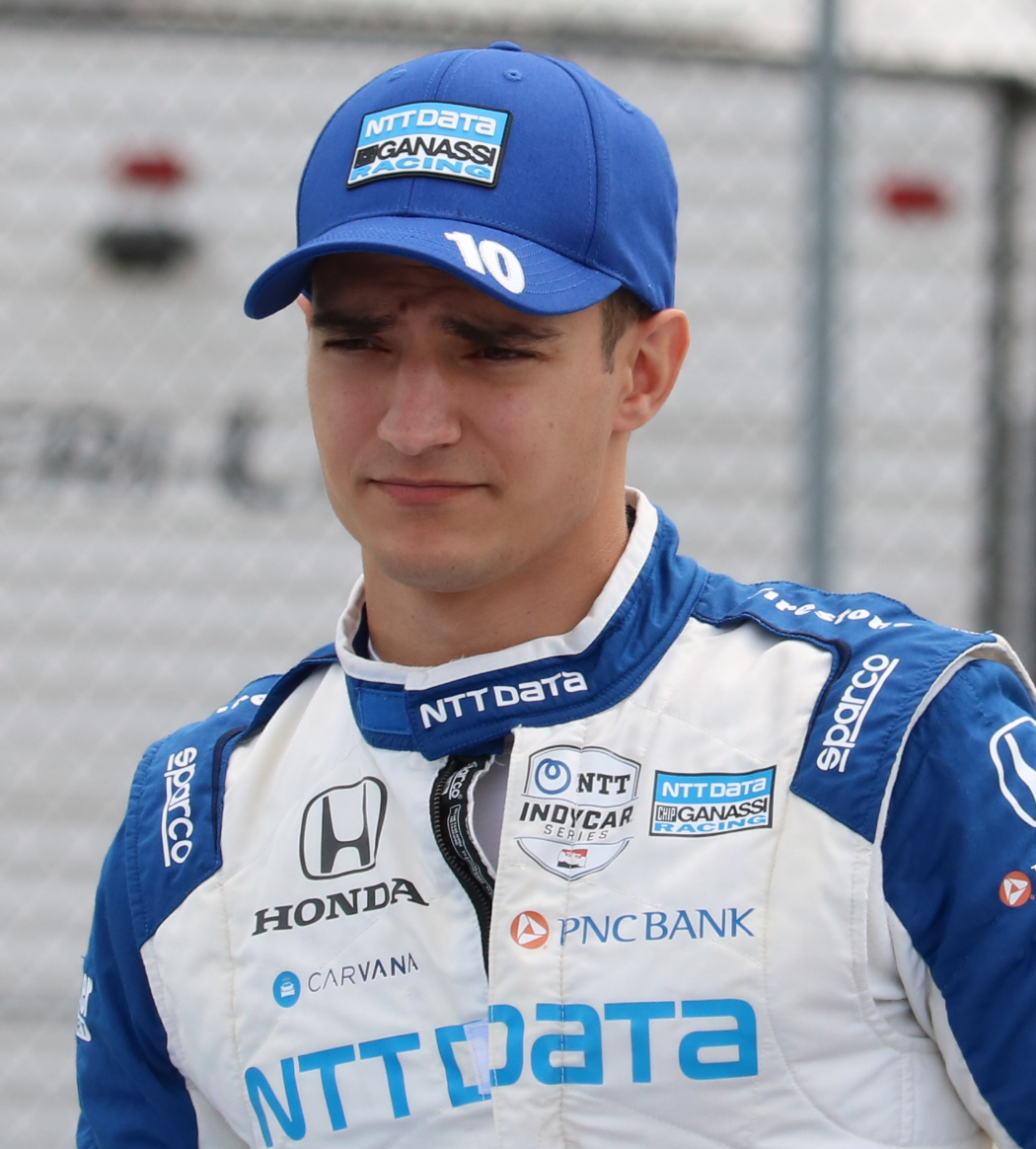
Palou gewann zum dritten Mal ein IndyCar-Rennen

Der Grand Prix of Portland auf dem Portland International Raceway, Portland, Oregon, Vereinigte Staaten fand am 12. September 2021 statt und ging über eine Distanz von 110 Runden à 3,161 km, was einer Gesamtdistanz von 347,683 km entspricht.
Alex Palou startete erstmals von der Pole Position. Von Platz vier gestartet berührte Felix Rosenqvist ihn und Scott Dixon leicht beim Bremsen zu Kurve 1. Alle drei kürzten ab. Alexander Rossi, von Platz zwei gestartet, kürzte die erste Schikane ebenfalls ab. Dahinter gab es mehrere Kollisionen und vier Wagen blieben stehen. James Hinchcliffe fiel als einziger aus. Beim Neustart nach Runde 11 starteten alle Abkürzer hinter denen, die die Schikane richtig durchfuhren und vor denen, die liegen blieben. So führte Patricio O’Ward das Rennen vor Graham Rahal und Ed Jones an. Josef Newgarden, der ebenfalls abkürzte lag auf Platz 16 vor Palou, Dixon und Rossi, die alle drei gestoppt hatten. O’Ward stoppte in Runde 29 als erster der Führenden – als Rahal in Runde 35 stoppte, lag er hinter ihm. Drei Runden lang lag Dixon vor Palou und Rossi in Führung. Nachdem sie stoppten führte Rahal vor O’Ward und Scott McLaughlin. In Runde 51 blieben Callum Ilott und Dalton Kellett auf der Strecke liegen. Fünf Fahrer kamen in die Box, unter anderem O’Ward und McLaughlin, bevor das Pace Car auf die Strecke kam. Beim Neustart führte Rahal vor Jones und Jack Harvey. Dahinter lagen Palou, Newgarden, Dixon und Rossi. O’Ward als erster der Stopper lag auf Platz zwölf. Newgarden beschleunigte schlecht und Dixon setzte sich neben ihn, kam aber nicht vorbei, während Rossi beide überholte. In dieser Reihenfolge fuhren die ersten sieben bis Runde 73, als Rahal und Jones zum letzten Mal stoppten. Harvey und Newgarden kamen zwei Runden später rein. Harvey kam vor Rahal auf die Strecke, Newgarden dahinter. Anschließend stoppten Rossi, Palou und Dixon jeweils eine Runde nacheinander. Sie lagen danach in der Reihenfolge Palou, Rossi und Dixon vor Harvey. Bis zur vorletzten Gelbphase lagen sie nach den Stopps der anderen Fahrer in Führung. Auslöser der Gelbphase war, dass Simon Pagenaud mit Will Power zusammenstieß und auf der Strecke liegen blieb. Askew wurde beim Neustart in der Schikane von Sébastien Bourdais umgedreht würgte den Motor ab. In den letzten zwanzig Runden verteidigten alle Fahrer an der Spitze ihre Position. Palou gewann zum dritten Mal und Rossi fuhr seine erste Podestplatzierung der Saison ein. Newgarden beendete das Rennen als fünfter und O’Ward als 14.
Palou übernahm wieder die Führung in der Fahrerwertung. Er lag 25 Punkte vor O’Ward, 34 vor Newgarden und 49 vor Dixon.

### 15. Rennen: Grand Prix of Monterey
| Platz | Fahrer          | Team                                    | Zeit         |
| ----- | --------------- | --------------------------------------- | ------------ |
| 1     | Colton Herta    | Andretti Autosport                      | 2:02:31,5444 |
| 2     | Alex Palou      | Chip Ganassi Racing                     | + 1,9747     |
| 3     | Romain Grosjean | Dale Coyne Racing with Rick Ware Racing | + 3,7087     |
| PP    | Colton Herta    | Andretti Autosport                      | 1:10,7994    |
| SR    | Josef Newgarden | Penske Racing                           | 1:13,0826    |

- Streckentyp: Rundkurs

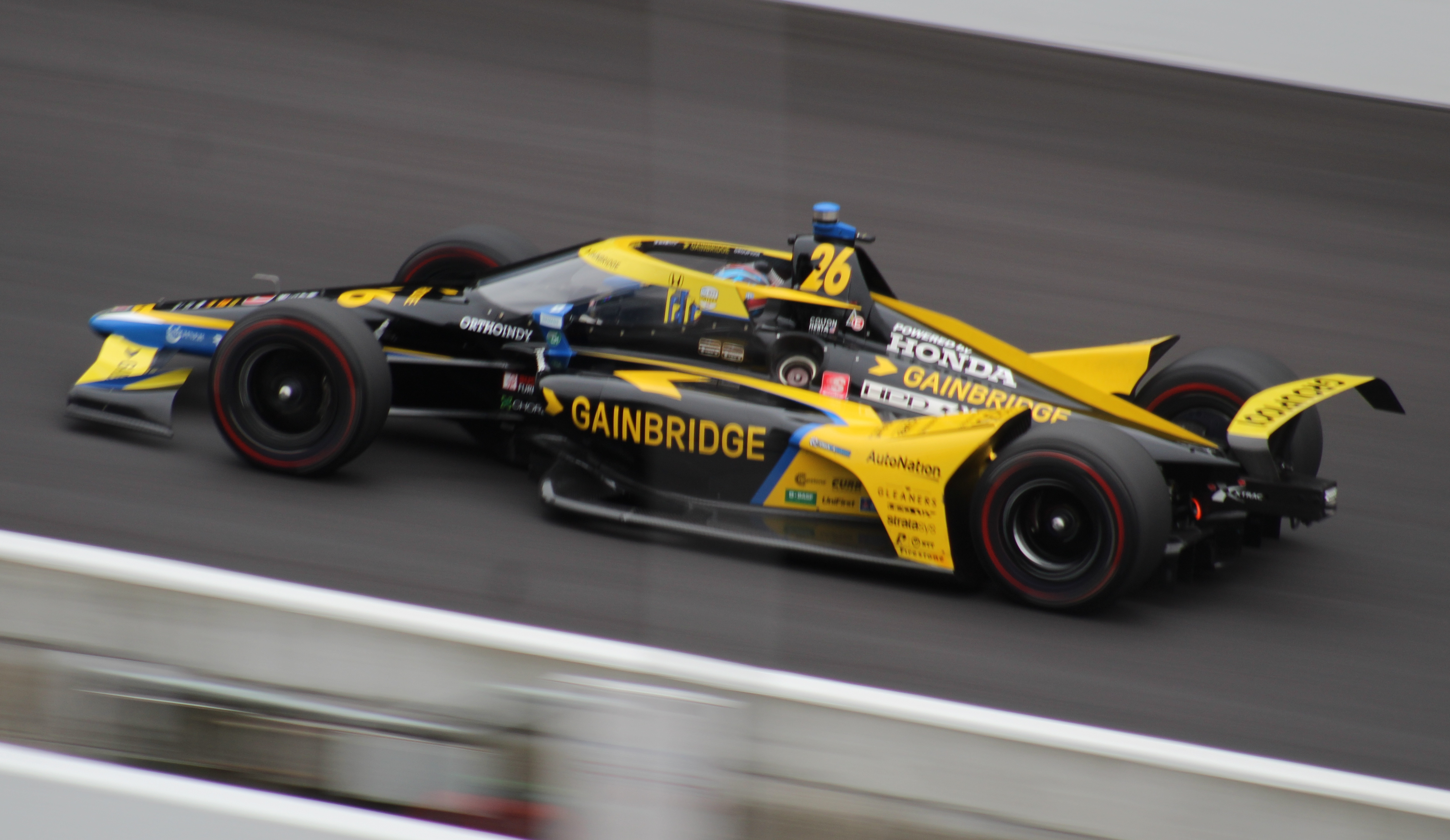
Sieger Herta beim Indy 500

Der Grand Prix of Monterey auf dem Laguna Seca Raceway, Monterey, Kalifornien, Vereinigte Staaten fand am 19. September 2021 statt und ging über eine Distanz von 95 Runden à 3,602 km, was einer Gesamtdistanz von 342,163 km entspricht.
Am Start behielt Colton Herta die Führung vor seinem Teamkollegen Alexander Rossi. In der zweiten Runde geriet Herta in Kurve 4 etwas neben die Strecke, so dass Rossi versuchte ihn eine Kurve später zu überholen. Dabei berührte Rossi Herta und drehte sich. Das Pace Car wurde zum einzigen Mal auf die Strecke geschickt. Herta führte vor Will Power, Alex Palou, Scott Dixon und Patricio O’Ward. Power fuhr mit wegen Elektronikproblemen nach neun Runden an die Box. Herta stoppte als letzter aus Spitze und führte danach weiter das Rennen an. Hinter ihm lagen Palou und O’Ward. Newgarden war von Platz 17 gestartet und bereits in Runde acht erstmals in der Box gewesen. Er lag zwischendurch auf Platz 5, bevor die weichen Reifen nachließen und er in Runde 24 wieder stoppte. Palou gelang es als einzigem in Reichweite von Herta zu bleiben. Er lag vor den zweiten Stopps ca. 5 Sekunden hinter ihm, während O’Ward knapp 30 Sekunden zurücklag. Scott Dixon wurde zu der Zeit von Takuma Satō getroffen, der sich in der Korkenzieherkurve drehte. Dixon konnte mit leichten Beschädigungen weiterfahren. Nach den zweiten Stopps fuhren die ersten drei in unveränderter Reihenfolge. Palou lag jedoch unter einer Sekunde hinter Herta, schaffte es aber nicht ihn zu überholen. Nach den dritten und letzten Stopps lag Herta weiterhin vor Palou. Graham Rahal lag nun vor O’Ward. Romain Grosjean führte das Rennen kurz an und wurde noch vor seinem letzten Stopp von Herta überholt. Grosjean lag danach auf Platz sieben. Bis zum Ziel fuhr er auf den dritten Platz hinter Herta und Palou vor. Auf den Plätzen vier und fünf folgten Rahal und O’Ward. Newgarden kam mit vier Boxenstopps auf Platz vier ins Ziel und Dixon beendete das Rennen auf Platz 13.
Vor dem Saisonfinale hatte Palou 35 Punkte Vorsprung auf O’Ward. Mit 48 Punkten Rückstand auf Platz drei war Newgarden klarer Außenseiter im Titelkampf.

### 16. Rennen: Acura Grand Prix of Long Beach
| Platz | Fahrer          | Team                | Zeit         |
| ----- | --------------- | ------------------- | ------------ |
| 1     | Colton Herta    | Andretti Autosport  | 1:49:10,3764 |
| 2     | Josef Newgarden | Penske Racing       | + 0,5883     |
| 3     | Scott Dixon     | Chip Ganassi Racing | + 1,0752     |
| PP    | Josef Newgarden | Penske Racing       | 1:08,2241    |
| SR    | Patricio O’Ward | Arrow McLaren SP    | 1:09,1407    |

- Streckentyp: temporäre Rennstrecke (Stadtkurs)

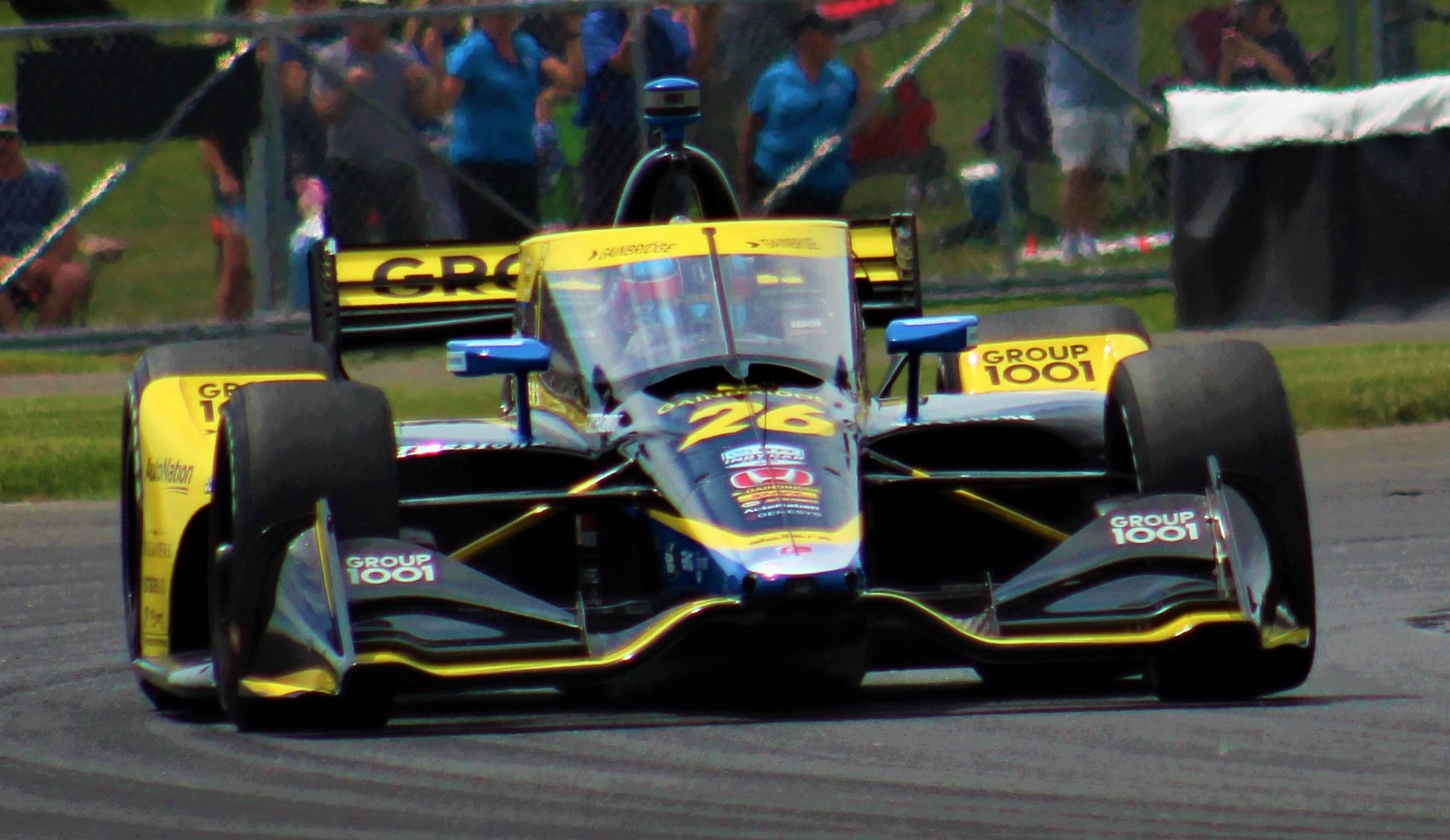
Herta gewann ein zweites Rennen in Folge (Foto vom zweiten Indianapolis GP)

Der Acura Grand Prix of Long Beach auf dem Long Beach Grand Prix Circuit, Long Beach, Kalifornien, Vereinigte Staaten fand am 26. September 2021 statt und ging über eine Distanz von 85 Runden à 3,167 km, was einer Gesamtdistanz von 269,211 km entspricht.
Mit 35 Punkten Vorsprung würde Alex Palou ein elfter Platz reichen, um den Titel vor Patricio O’Ward zu gewinnen. Josef Newgarden bräuchte einen Sieg, die Pole-Position und meisten Führungsrunden, während Palou höchsten als 25. gewertet wird. Newgarden startete von der Pole vor Scott Dixon und Hélio Castroneves. Dahinter lagen Felix Rosenqvist und Romain Grosjean O’Ward startete von Platz 8 und Palou von Platz 10. Bis zum Ende der ersten Runde in der Haarnadelkurve verlief das Rennen ohne Zwischenfälle. Dort wurde O’Ward von Ed Jones, der James Hinchcliffe überholen wollte, am rechten Hinterrad getroffen und umgedreht. Colton Herta, von Platz 14 gestartet, Ryan Hunter-Reay, Palou und Jones fuhren aufeinander auf. O’Ward konnte weiterfahren, nachdem das Feld vorbeigezogen war. Weil Sébastien Bourdais stehen blieb, gab es eine Gelbphase. In Runde 18 war das Rennen für O’Ward gelaufen als er mit beschädigter Antriebswelle am rechten Hinterrad auf der Start-Ziel-Kurve ausrollte. Herta lag zu diesem Zeitpunkt auf Platz 5. Ein Teil des Feldes nutzte die zweite Gelbphase für Boxenstopps. Nach einer dritten Gelbphase nach zwei Runden unter grün, führte Castroneves vor Graham Rahal. Castroneves musste noch zum ersten Stopp reinkommen und Rahal hatte in Runde 3 gestoppt. Hinter den beiden lagen Newgarden, Dixon und Herta. Herta überholte Dixon und Newgarden innerhalb von drei Runden und als Castroneves und Rahal stoppten lag er in Führung. Auf den Plätzen 4 und 5 lagen Hinchcliffe und Palou. Nach ihren zweiten Stopps lag Palou vor Hinchcliffe. Die ersten drei behielten ihre Reihenfolge. In Runde 62 versuchte Oliver Askew Conor Daly am Ende der Gegengeraden zu überholen. Askew landete im Reifenstapel und Daly im Notausgang. In den letzten 20 Runden nach der Gelbphase gab es unter den ersten neun keine Positionsänderung mehr. Herta gewann ein zweites Rennen in Folge vor Newgarden und Dixon. Palou gewann mit einem vierten Platz die Fahrermeisterschaft. Newgarden rückte auf den zweiten Platz vor.

## Wertungen

### Punktesystem
Die Punkte wurden nach folgendem Schema vergeben:
| Position                    | 1   | 2  | 3  | 4  | 5  | 6  | 7  | 8  | 9  | 10 | 11 | 12 | 13 | 14 | 15 | 16 | 17 | 18 | 19 | 20 | 21 | 22 | 23 | 24 | 25 | 26 | 27 | 28 | 29 | 30 | 31 | 32 | 33 |
| --------------------------- | --- | -- | -- | -- | -- | -- | -- | -- | -- | -- | -- | -- | -- | -- | -- | -- | -- | -- | -- | -- | -- | -- | -- | -- | -- | -- | -- | -- | -- | -- | -- | -- | -- |
| Standardrennen              | 50  | 40 | 35 | 32 | 30 | 28 | 26 | 24 | 22 | 20 | 19 | 18 | 17 | 16 | 15 | 14 | 13 | 12 | 11 | 10 | 9  | 8  | 7  | 6  | 5  | 5  | 5  | 5  | 5  | 5  | 5  | 5  | 5  |
| Indianapolis 500            | 100 | 80 | 70 | 64 | 60 | 56 | 52 | 48 | 44 | 40 | 38 | 36 | 34 | 32 | 30 | 28 | 26 | 24 | 22 | 20 | 18 | 16 | 14 | 12 | 10 | 10 | 10 | 10 | 10 | 10 | 10 | 10 | 10 |
| Indianapolis 500 Qualifying | 9   | 8  | 7  | 6  | 5  | 4  | 3  | 2  | 1  | 0  | 0  | 0  | 0  | 0  | 0  | 0  | 0  | 0  | 0  | 0  | 0  | 0  | 0  | 0  | 0  | 0  | 0  | 0  | 0  | 0  | 0  | 0  | 0  |

Außerdem gab es je einen Zusatzpunkt für die Pole-Position und für alle Fahrer mit mindestens einer Führungsrunde. Der Fahrer mit den meisten Führungsrunden erhielt zwei weitere Zusatzpunkte. Somit konnte ein Fahrer maximal 54 Punkte in einem Rennen holen. Wenn der Wagen zum Rennstart nicht einsatzfähig ist und der Fahrer am Training und/oder an der Qualifikation teilgenommen hat, wurden halbe Punkte vergeben. Die Punkte aus der Qualifikation werden nach dem entsprechenden Rennen vergeben.

### Fahrerwertung
| 01   | A. Palou         | 1*  | 17° | 4°  | 7°  | 3°  | 6    | 2°   | 15  | 3   | 1°  | 3   | 7   | 27  | 20  | 1°  | 2   | 4   | 549    |
| 02   | J. Newgarden     | 23  | 2   | 6   | 2°  | 4   | 21   | 12   | 10  | 2*  | 21* | 1*  | 10  | 8°  | 1*  | 5   | 7   | 2°  | 511    |
| 03   | P. O’Ward        | 4°  | 19  | 3   | 1°  | 15  | 12   | 4°   | 3°  | 1°  | 9   | 8   | 13  | 5°  | 2°  | 14° | 5   | 27  | 487    |
| 04   | S. Dixon         | 3   | 5   | 1*  | 4*  | 9°  | 1    | 17°  | 8°  | 7   | 4°  | 4   | 2   | 17  | 19  | 3°  | 13  | 3°  | 481    |
| 05   | C. Herta         | 22  | 1*  | 22  | 5   | 13  | 2    | 16°  | 14  | 4   | 2   | 13° | 19* | 3°  | 18° | 8   | 1*  | 1*  | 455    |
| 06   | M. Ericsson      | 8   | 7   | 19  | 12  | 10  | 9    | 11   | 1°  | 9   | 6   | 2°  | 1°  | 9   | 9   | 7°  | 6   | 28  | 435    |
| 07   | G. Rahal         | 7   | 15  | 5   | 3°  | 5   | 18   | 32°  | 5°  | 5   | 11  | 6   | 5   | 7   | 23  | 10* | 4   | 16° | 389    |
| 08   | S. Pagenaud      | 12  | 3°  | 10  | 6   | 6   | 26   | 3°   | 12  | 8   | 18  | 14  | 21  | 16° | 8°  | 21  | 8   | 5   | 383    |
| 09   | W. Power         | 2°  | 8   | 14  | 13° | 11  | 32   | 30   | 20* | 6   | 3   | 25  | 14  | 1*  | 3°  | 13  | 26  | 10  | 357    |
| 10   | A. Rossi         | 9   | 21  | 8   | 20  | 7   | 10   | 29   | 7°  | 13  | 7   | 5   | 17  | 4   | 17  | 2   | 25  | 6   | 332    |
| 11   | T. Satō          | 13  | 6   | 9   | 14° | 16  | 15   | 14°  | 4   | 12  | 8°  | 10  | 25  | 10  | 6   | 12  | 27  | 9   | 324    |
| 12   | R. VeeKay        | 6°  | 9   | 20  | 9°  | 1°  | 3    | 8°   | 2   | 18  | INJ | 16  | 24  | 24  | 21  | 17  | 18  | 25  | 308    |
| 13   | J. Harvey        | 11  | 4   | 7   | 17  | 23  | 20   | 18   | 16  | 19  | 17  | 19  | 15  | 6   | 10  | 4°  | 15  | 7°  | 308    |
| 14   | S. McLaughlin    | 14  | 11  | 2   | 8   | 8   | 17   | 20   | 19  | 20  | 14  | 12  | 22  | 23  | 4   | 9°  | 12  | 11  | 305    |
| 15   | R. Grosjean      | 10  | 13  |     |     | 2*  |      |      | 23° | 24  | 5   | 7   | 16  | 2   | 14  | 22  | 3°  | 24  | 272    |
| 16   | S. Bourdais      | 5°  | 10  | 24  | 19  | 19  | 27   | 26   | 11  | 16  | 16  | 11  | 27  | 15  | 5°  | 18  | 14  | 8   | 258    |
| 17   | R. Hunter-Reay   | 24  | 14  | 16  | 10  | 12° | 7    | 22   | 21  | 11  | 7   | 24  | 4   | 18  | 7   | 15  | 11  | 23  | 256    |
| 18   | C. Daly          | 16  | 16  | 21  | 24  | 25  | 19   | 13*  | 13  | 15  | 20  | 15  | 12  | 11  | 11  | 16  | 16  | 21  | 235    |
| 19   | E. Jones         | 15  | 20  | 12  | 22  | 14  | 11   | 28   | 9°  | 17  | 23  | 26  | 6   | 14  | 24  | 11° | 10  | 12  | 233    |
| 20   | J. Hinchcliffe   | 17  | 18  | 23  | 18  | 18  | 16   | 21   | 17  | 14  | 15  | 17  | 3   | 22  | 15  | 27  | 20  | 14  | 220    |
| 21   | F. Rosenqvist    | 21  | 12  | 13  | 16  | 17  | 14   | 27°  | 25  | INJ | INJ | 23  | 8   | 13  | 16  | 6   | 19  | 13  | 205    |
| 22   | H. Castroneves   |     |     |     |     |     | 8    | 1°   |     |     |     |     | 9   | 21  |     | 23  | 24  | 20° | 158    |
| 23   | D. Kellett       | 18  | 23  | 18  | 23  | 20  | 30   | 23   | 18  | 23  | 25  | 21  | 23  | 26  | 12  | 26  | 23  | 19  | 148    |
| 24   | S. Ferrucci      |     |     |     |     |     | 23   | 6°   | 6   | 10  |     | 9   | 11  |     |     |     |     |     | 146    |
| 25   | M. Chilton       | 20  | 24  |     |     | WD  | 29   | 24   | 22  | 22  | 10° | 18  | 18  | 20  |     | 19  | 21  | 15  | 134    |
| 26   | J. Johnson       | 19  | 22  |     |     | 24  |      |      | 24  | 21  | 22  | 22  | 26  | 19  |     | 20  | 17  | 17  | 108    |
| 27   | E. Carpenter     |     |     | 17  | 11° |     | 4    | 5    |     |     |     |     |     |     | 22  |     |     |     | 107    |
| 28   | T. Kanaan        |     |     | 11  | 15  |     | 5    | 10   |     |     |     |     |     |     | 13  |     |     |     | 96     |
| 29   | O. Askew         |     |     |     |     |     |      |      |     | 25  | 12° |     |     |     |     | 24  | 9   | 22° | 61     |
| 30   | S. Karam         |     |     |     |     |     | 31   | 7°   |     |     |     |     |     |     |     |     |     |     | 53     |
| 31   | J. Montoya       |     |     |     |     | 21  | 24   | 9    |     |     |     |     |     |     |     |     |     |     | 53     |
| 32   | P. Fittipaldi    |     |     | 15  | 21  |     | 13   | 25   |     |     |     |     |     |     |     |     |     |     | 34     |
| 33   | J. R. Hildebrand |     |     |     |     |     | 22   | 15   |     |     |     |     |     |     |     |     |     |     | 30     |
| 34   | C. Ware          |     |     |     |     |     |      |      |     |     | 19  |     | 20  | 25  |     |     |     |     | 26     |
| 35   | M. Andretti      |     |     |     |     |     | 25   | 19   |     |     |     |     |     |     |     |     |     |     | 22     |
| 36   | C. Kimball       |     |     |     |     | 22  | 34   | DNQ  |     |     |     |     |     |     |     |     |     | 18  | 20     |
| 37   | C. Lundgaard     |     |     |     |     |     |      |      |     |     |     |     |     | 12° |     |     |     |     | 19     |
| 38   | C. Ilott         |     |     |     |     |     |      |      |     |     |     |     |     |     |     | 25  | 22  | 26  | 18     |
| 39   | R. Norman        |     |     |     |     |     |      |      |     |     |     | 20  |     |     |     |     |     |     | 10     |
| 40   | S. de Silvestro  |     |     |     |     |     | 33   | 31   |     |     |     |     |     |     |     |     |     |     | 10     |
| 41   | S. Wilson        |     |     |     |     |     | 28   | 33   |     |     |     |     |     |     |     |     |     |     | 10     |
| 42   | K. Magnussen     |     |     |     |     |     |      |      |     |     | 24° |     |     |     |     |     |     |     | 7      |
| 43   | R. C. Enerson    |     |     |     |     |     | 35   | DNQ  |     |     |     |     |     | 28  |     |     |     |     | 5      |
| Pos. | Fahrer           | ALA | STP | TXS | TXS | IMS | INDY | INDY | DET | DET | ROA | MDO | NSH | IMS | GAT | POR | LAG | LBH | Punkte |

| Farbe      | Bedeutung                                          |
| ---------- | -------------------------------------------------- |
| Gold       | Sieger                                             |
| Silber     | 2. Platz                                           |
| Bronze     | 3. Platz                                           |
| Grün       | 4. und 5. Platz                                    |
| Hellblau   | 6. bis 10. Platz                                   |
| Dunkelblau | Rennen beendet (außerhalb der ersten zehn Piloten) |
| Violett    | Rennen nicht beendet                               |
| Rot        | nicht qualifiziert (DNQ)                           |
| Schwarz    | disqualifiziert (DSQ)                              |
| Weiß       | nicht am Start (DNS)                               |
| Weiß       | zurückgezogen (WD)                                 |
| Weiß       | Rennen abgesagt (C)                                |
| Blanko     | nicht teilgenommen                                 |
| Blanko     | nicht erschienen (DNA)                             |
| Blanko     | verletzt oder krank (INJ)                          |
| Blanko     | ausgeschlossen (EX)                                |

| Weitere Notation   |                                            |
| Fett               | Pole-Position (1 Punkt)                    |
| Kursiv             | Schnellste Rennrunde                       |
| Unterstrichen      | Führender in der Gesamtwertung             |
| *                  | Meiste Führungsrunden (2 Punkte + 1 Punkt) |
| °                  | Mindestens eine Führungsrunde (1 Punkt)    |
| Rookie of the Year |                                            |
| Rookie             |                                            |

| Farbe      | Bedeutung                                          |
| ---------- | -------------------------------------------------- |
| Gold       | Sieger                                             |
| Silber     | 2. Platz                                           |
| Bronze     | 3. Platz                                           |
| Grün       | 4. und 5. Platz                                    |
| Hellblau   | 6. bis 10. Platz                                   |
| Dunkelblau | Rennen beendet (außerhalb der ersten zehn Piloten) |
| Violett    | Rennen nicht beendet                               |
| Rot        | nicht qualifiziert (DNQ)                           |
| Schwarz    | disqualifiziert (DSQ)                              |
| Weiß       | nicht am Start (DNS)                               |
| Weiß       | zurückgezogen (WD)                                 |
| Weiß       | Rennen abgesagt (C)                                |
| Blanko     | nicht teilgenommen                                 |
| Blanko     | nicht erschienen (DNA)                             |
| Blanko     | verletzt oder krank (INJ)                          |
| Blanko     | ausgeschlossen (EX)                                |

| Weitere Notation   |                                            |
| Fett               | Pole-Position (1 Punkt)                    |
| Kursiv             | Schnellste Rennrunde                       |
| Unterstrichen      | Führender in der Gesamtwertung             |
| *                  | Meiste Führungsrunden (2 Punkte + 1 Punkt) |
| °                  | Mindestens eine Führungsrunde (1 Punkt)    |
| Rookie of the Year |                                            |
| Rookie             |                                            |